# Geschichte Venezuelas

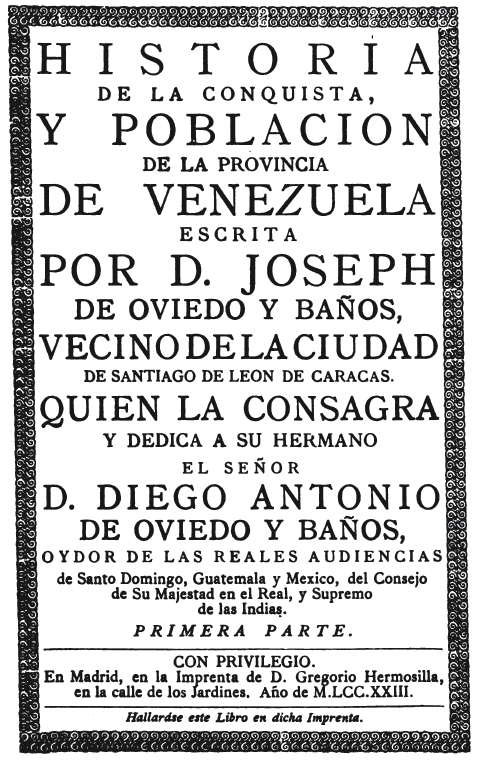
Die Geschichte der Eroberung Venezuelas von José de Oviedo y Baños ist eins der Referenzwerke über die Eroberung aus der Sicht der Spanier

Die Geschichte Venezuelas umfasst die Entwicklungen auf dem Gebiet der Bolivarischen Republik Venezuela von der Urgeschichte bis zur Gegenwart.

## Indigene Bevölkerung

### Archäologische Spuren der ersten Besiedlung
In Venezuela lebten in vorkolumbianischer Zeit indigene Gruppen als nomadisierende Jäger und Sammler sowie Fischer und Bauern. Sie siedelten hauptsächlich in El Tocuyo (Nordwesten), in den Anden und an der Küste. Archäologen haben Beweise früherer Einwohner im venezolanischen Raum in Form von blätterartigen Steinwerkzeugen am Pedregalfluss im Westen Venezuelas gefunden.
Jagdwerkzeuge wie Speere wurden auch im Nordwesten, in El Jobo, entdeckt. Diese Werkzeuge sollen entsprechend einer Radiokohlenstoffdatierung aus 13000 bis 7000 v. Chr. stammen.
Taima-Taima, Muaco und El Jobo im Bundesstaat Falcón sind einige der Gebiete, in denen Funde aus dieser Zeit entdeckt wurden. Diese Gruppen lebten zu einer Zeit als Arten der Megafauna wie Megatherien, Glyptodonten und Todoxonen vorherrschten.
Am unteren Orinoco entstand die Saladoidkultur, die bis in das 6. Jahrhundert einen Großteil der karibischen Inselwelt umfasste.

### Indigene Völker am Ende des 15., Anfang des 16. Jahrhunderts
Im Zentrum und Osten des heutigen Venezuelas lebten u. a. Ethnien der Carib-Sprachgruppe: Meregotos und Caracas vom Araguatal bis zum Tuytal, Palenques und Cumanagotos östlich davon bis zum Neverifluss und Chaimas und Parias auf den Halbinseln von Araya und Paria und südlich davon. Die Waikerí lebten auf der Insel Margarita, auf Coche und auch auf dem Festland. Die Waraos lebten im Orinocodelta.
Im Westen Venezuelas lebten vorwiegend Arawakos. Im Gebiet der gegenwärtigen Bundesstaaten Falcón, Yaracuy und Lara waren unter anderen die Arawakoethnie der Caquetíos, sowie die Jirajas und Guayones, ansässig.

## Entdeckung durch Europäer, erste Kontakte und Conquista

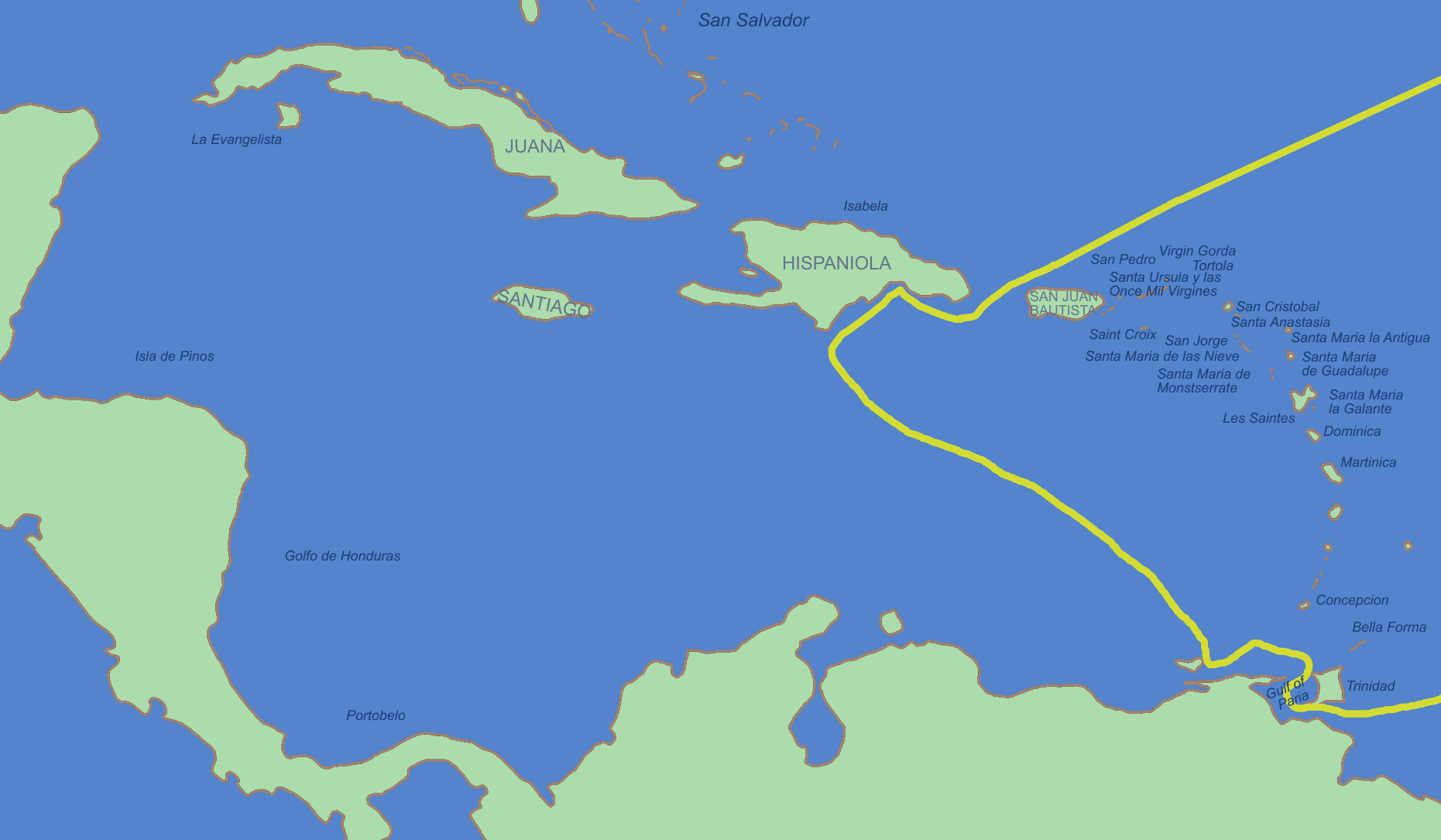
Dritte Reise des Kolumbus

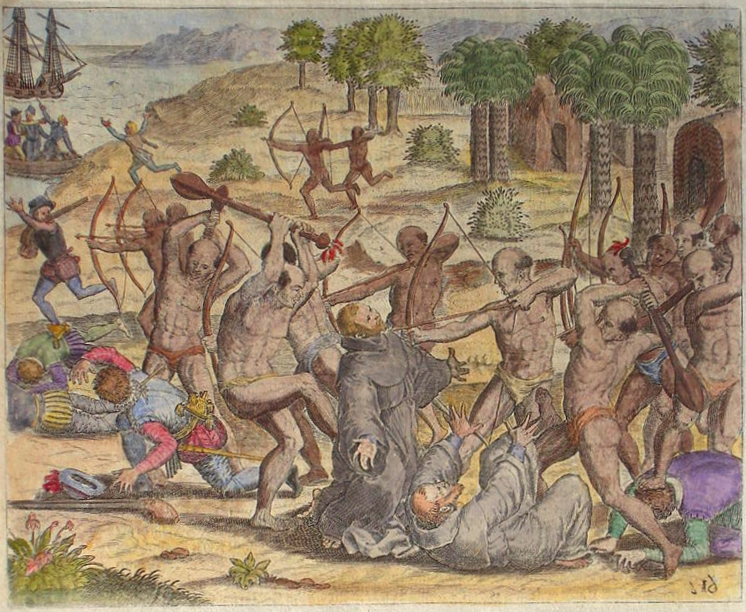
Massaker in Cumana, 1521

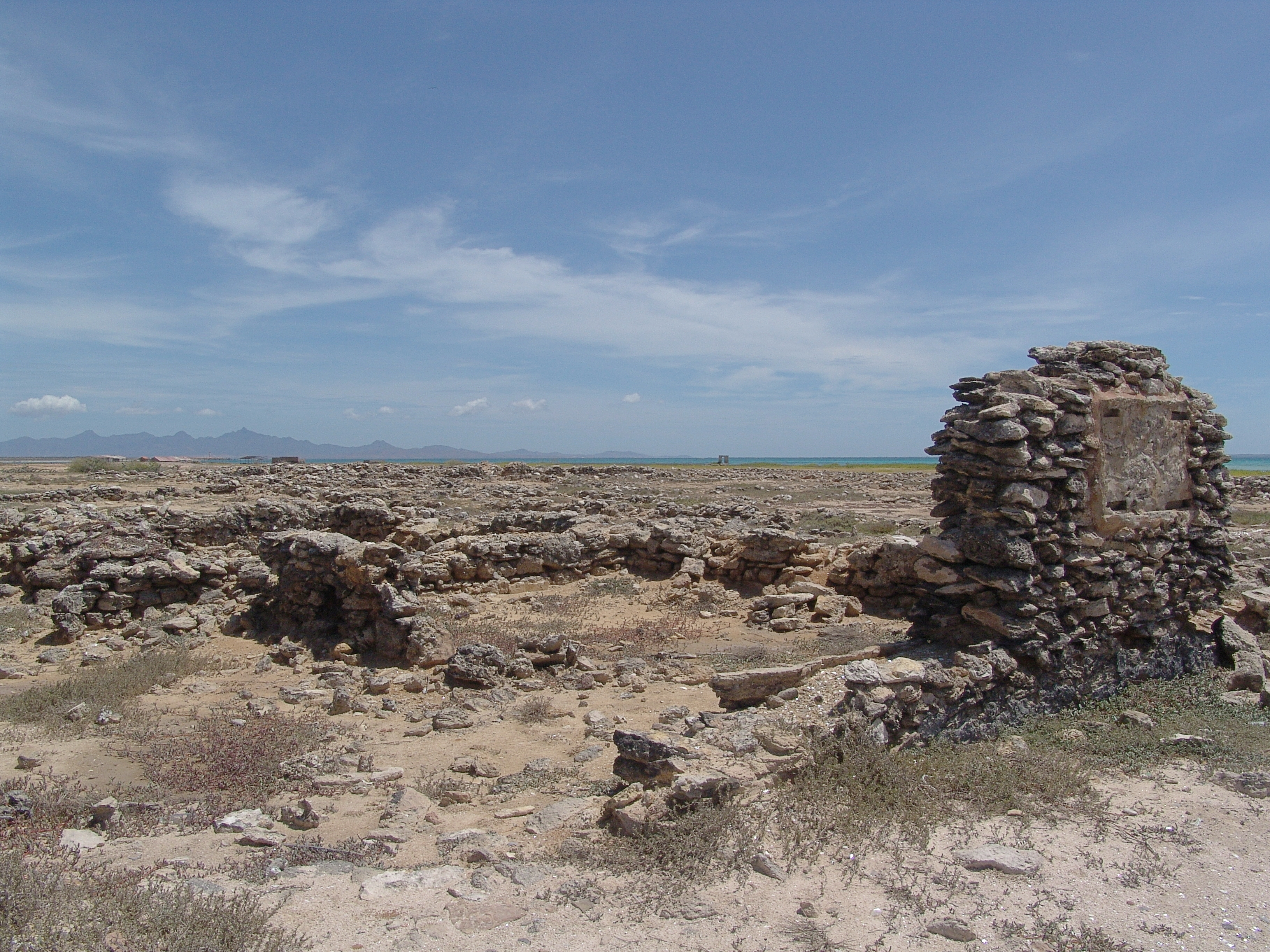
Die Ruinen von Nueva Cádiz, auf Cubagua

Christoph Kolumbus erreichte auf seiner dritten Reise 1498 die östliche Küste Venezuelas und ging an der Mündung des Flusses Orinoco an Land. Es war das erste Mal, dass er und seine Mannschaft das amerikanische Festland betraten. Am 24. August 1499 folgte eine Expedition von Alonso de Ojeda und Amerigo Vespucci, die dem Land wegen der häufigen Verwendung von Pfahlbauten angeblich den Namen Venezuela (Klein-Venedig) gaben. Diese Theorie stammt aus Vespuccis Reisebericht Cuatro Navegaciones („4 Schifffahrten“) und ist auch allgemein bekannt, jedoch historisch nicht belegt. Martín Fernández de Enciso, der ebenfalls an der Expedition teilnahm, schrieb in seinem Buch Summa de Geografia von 1518 eine andere Theorie: „An einer Landzunge des Coquibacos-Golfes  befindet sich ein sandbankähnlicher, großer Felsen, auf dem ein Zaparas-Dorf namens Veneciuela steht.“
In den ersten Jahrzehnten wurde die Region zwischen der Insel Margarita und dem Festland eine der Hauptquellen für die Gewinnung von Perlen in der Welt. Viele Männer der indigenen Bevölkerung wurden als Sklaven zum Perlentauchen gezwungen. Dazu schreibt Alexander von Humboldt:

„In der ersten Zeit der Eroberung lieferte die Insel Coche allein 1500 Mark Perlen monatlich. Der Quint, den die königlichen Beamten vom Ertrag an Perlen erhoben, belief sich auf 15,000 Dukaten, nach dem damaligen Werth der Metalle und in Betracht des starken Schmuggels eine sehr bedeutende Summe. Bis zum Jahre 1530 scheint sich der Wert der nach Europa gesendeten Perlen im Jahresdurchschnitt auf mehr als 800,000 Piaster belaufen zu haben. Um zu ermessen, von welcher Bedeutung dieser Handelszweig in Sevilla, Toledo, Antwerpen und Genua seyn mochte, muß man bedenken, dass zur selben Zeit alle Bergwerke Amerikas nicht zwei Millionen Piaster lieferten und dass die Flotte Ovandos für unermesslich reich galt, weil sie gegen 2600 Mark Silber führte.“

Die Franziskaner sandten eine Mission, die sich im zweiten Jahrzehnt des sechzehnten Jahrhunderts an der Küste um Cumana ansiedelte, um dort zu predigen. Europäische Sklavenhändler versuchten gleichzeitig, Uramerikaner zu entführen und für ihre Plantagen auf Hispaniola oder Kuba zu benutzen, was für die Franziskaner fatal wurde. Um das Jahr 1519 hatten die Mönche schon zwei Kirchen in der Cumana-Region. Bartolomé de las Casas kam im Jahre 1521 in Cumaná an. Kurz vor seiner Ankunft hatten die Streifzüge der Conquistadores dazu geführt, dass die indigenen Bewohner der Gegend alle Europäer, einschließlich der Mönche, angriffen.
Die erste feste Siedlung der Spanier mit dem Namen Nueva Cádiz wurde 1522 gegründet.
Im Jahr 1527 sandte der Gouverneur von Santo Domingo Juan Martín de Ampués nach Venezuela, um dem Sklavenhandel an der Küste ein Ende zu machen. Juan Martín und 60 Spanier kamen in Coriana an, eine Region, wo die Caquetíos wohnten. Der Cacique Manaure empfing ihn mit 100 Vertretern der lokalen Ureinwohner. Sie waren mit Federkronen, Perlenarmbänden und goldenen Ohrringen geschmückt. Juan Martín schloss ein Abkommen mit Vertretern der indigenen Bevölkerung und gründete die Stadt Coro.

### Kolonisationsversuch durch die Welser

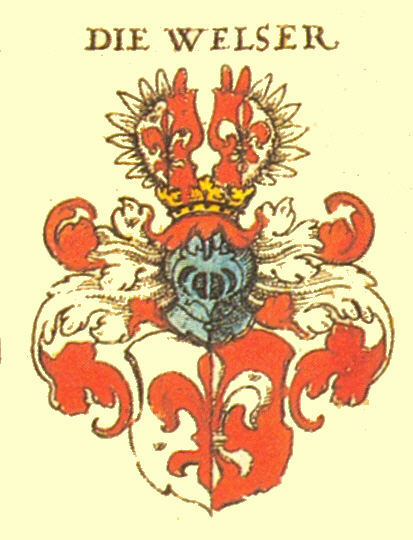
Welser-Wappen

1528 hatte der in Geldnöten befindliche Kaiser Karl V. dem Augsburger Handelshaus der Welser gegen Bargeld das Recht auf Kolonisation in Südamerika zugebilligt. Im selben Jahr noch schickte Bartholomäus Welser eine Expedition nach Venezuela, die die Reichtümer des Landes erkunden sollte. Fast 20 Jahre lang wurden im Landesinneren entlang der Küste Naturschätze abgebaut und gewinnbringend nach Europa verfrachtet.
Der Ulmer Ambrosius Ehinger wurde erster Gouverneur der Provinz von Venezuela. Er kam in Coro 1529 an und marschierte von dort in Richtung Westen. Bei einem Streifzug bei der Verbindung zwischen dem Maracaibosee und der Karibik griff er den Stamm der Region an und gründete Maracaibo am 8. September 1529. Von da kehrte Ehinger an Malaria erkrankt nach Coro zurück. Dort ließ er am 30. Juli 1530 Nikolaus Federmann als Vertreter und reiste nach Santo Domingo, um sich zu erholen.
Im September 1530 beschloss Federmann, ohne Erlaubnis Coro zu verlassen und die Region zu erforschen. Mit ihm gingen 110 Soldaten zu Fuß, 16 Reiter und etwa 100 Indigene. Sie überquerten die venezolanischen Llanos auf der Suche nach dem „Südsee“. Im Februar 1531 mussten sie nach Coro zurückkehren. Die Truppe war krank und müde wegen der vielen Schlachten gegen die Einwohner. Diese Einwohner, die die Welser zunächst freundlich empfangen hatten, flohen nun aus ihren Dörfern und zerstörten ihren Proviant, damit die Europäer ihn nicht benutzen konnten.
Zwischen 1529 und 1538 versklavten und verkauften die Welser mindestens 1005 Männer, Frauen und Kinder der indigenen Bewohner, obwohl der spanische König die Versklavung der Ureinwohner im Jahr 1528 und im Jahr 1542 in den Leyes Nuevas verboten hatte. Die Welser wollten vorwiegend Gold finden und Sklaven verkaufen, was gegen die von ihnen unterzeichneten Abkommen verstieß. Dies und wirtschaftliche Interessen der spanischen Siedler führte zu ständigen Konflikten.
Nach Meinungsverschiedenheiten zwischen dem spanischen Hof und den Welsern übernahmen die Spanier 1546 die Verwaltung vor Ort. Mit der Abdankung von Karl V. im Jahr 1556 verloren die Welser endgültig die vom Kaiser persönlich gewährten Rechte und ihr Handelsgebiet in Spanisch-Amerika.

### Diego de Ordás am Orinoco

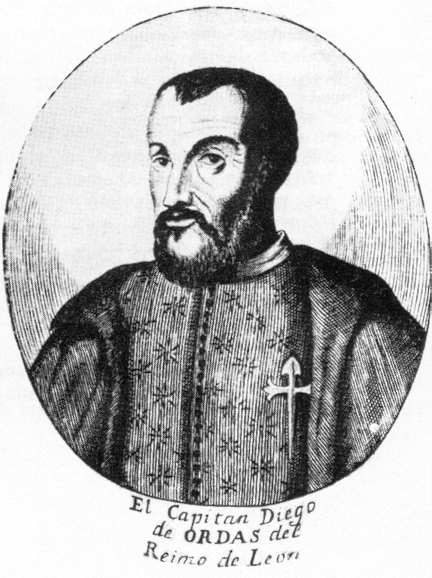
Diego de Ordás

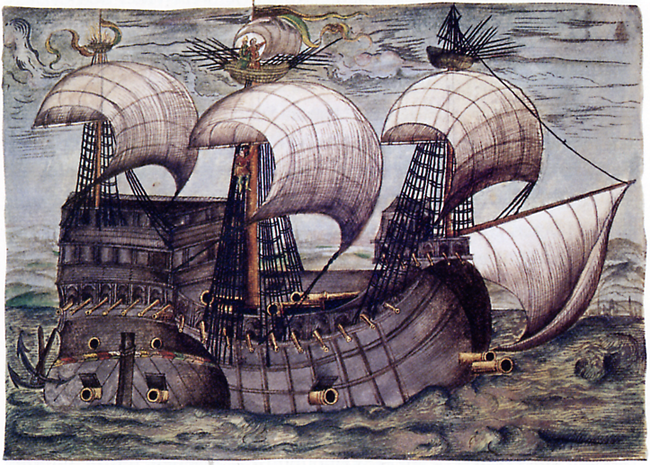
Die Truppen des G. von Speier und Philipp von Hutten, als sie in Coro mit dem Schiff La Santa Trinidad im Februar 1535 ankamen

Diego de Ordás hörte seinerseits von der möglichen Existenz eines Dorados und beschloss 1530 nach Venezuela zu reisen. 1531 kam er am Orinocodelta an. Im Juni segelte er mit mehreren kleineren Schiffen flussaufwärts, bis er den Río Meta und dann die Raudales de Atures am Orinoco erreichte. Während dieser Reise entstanden Streitigkeiten mit der indigenen Bevölkerung. An den Raudales de Atures sah sich Ordás schließlich gezwungen, unter dem Druck seiner Soldaten zurückzukehren. Als er an die Küste der Karibik ankam, verwickelte er sich in Diskussionen mit den Siedlern der Region, die seine Forschungsrechte bestritten. Sie brachten ihn als Gefangenen nach Santo Domingo. Jerónimo de Ortal (oder Dortal), früherer Schatzmeister von Ordás, kam nach der Pariahalbinsel im Oktober 1534 an. Von da segelte er zusammen mit Alonso de Herrera den Orinoco entlang, um Gold zu suchen. De Ortal reiste zuerst nach Cubagua, um Unterstützung zu bekommen. Herrera wollte nicht auf ihn warten und reiste daher ab. Er erreichte den Río Meta, wurde dort aber von indigenen Kriegern getötet. Seine Begleiter kehrten zurück, um Ordal zu begegnen. Ordal startete eine neue Expedition. Als er den Ort erreichte, wo Herrera umgebracht wurde, überzeugte er sich, dass man kein Gold finden würde, und gab auf. Trotzdem blieb der Mythos vom Eldorado bestehen.

### Das Ende von Nueva Cádiz
1541 zerstörte ein starkes Erdbeben die Stadt von Nueva Cádiz. Zwei Jahre später wurde Cubagua von französischen Piraten angegriffen. Die Bewohner beschlossen, die Insel zu verlassen und nach Margarita bzw. zum Festland umzuziehen.

## Zweite Phase der Kolonisation durch die Spanier im 16. Jahrhundert
Francisco Fajardo, der auf Margarita geborene Sohn eines Spaniers und einer indigenen Mutter, landete im Jahre 1555 in Chuspa, im gegenwärtigen Bundesstaat Vargas und begann einen Streifzug, um das Tal von Caracas zu erobern. Er kehrte aber bald zurück.
Der Gouverneur von Venezuela, Alonso Arias de Villasinda, sandte Alonso Díaz Moreno zur Region des Tacariguasees, um dort eine Stadt zu gründen. Im März gründete Alonso Díaz Moreno Valencia. Die Spanier wollten eine Stadt in der Nähe der Karibik haben, die nicht so offen für Angriffe der Piraten sein sollte wie der Hafen von Borburata.
Spätestens seit der Einführung der Neuen Indiengesetze Karls V., kam es in den Kolonien immer wieder zu Aufständen gegen die spanische Krone. Gründe dafür waren die restriktiven Handelsbestimmungen, Staatsmonopole, Versuche, die indigene Urbevölkerung besserzustellen, die schlechte Behandlung der Sklaven und nicht zuletzt Steuererhöhungen. Ein Beispiel dafür ist die Rebellion des karibischen Kaziken Guaicaipuro. Ein Sklavenaufstand unter Leitung des Sklaven Miguel fand im Jahr 1552 im heutigen Yaracuy statt.

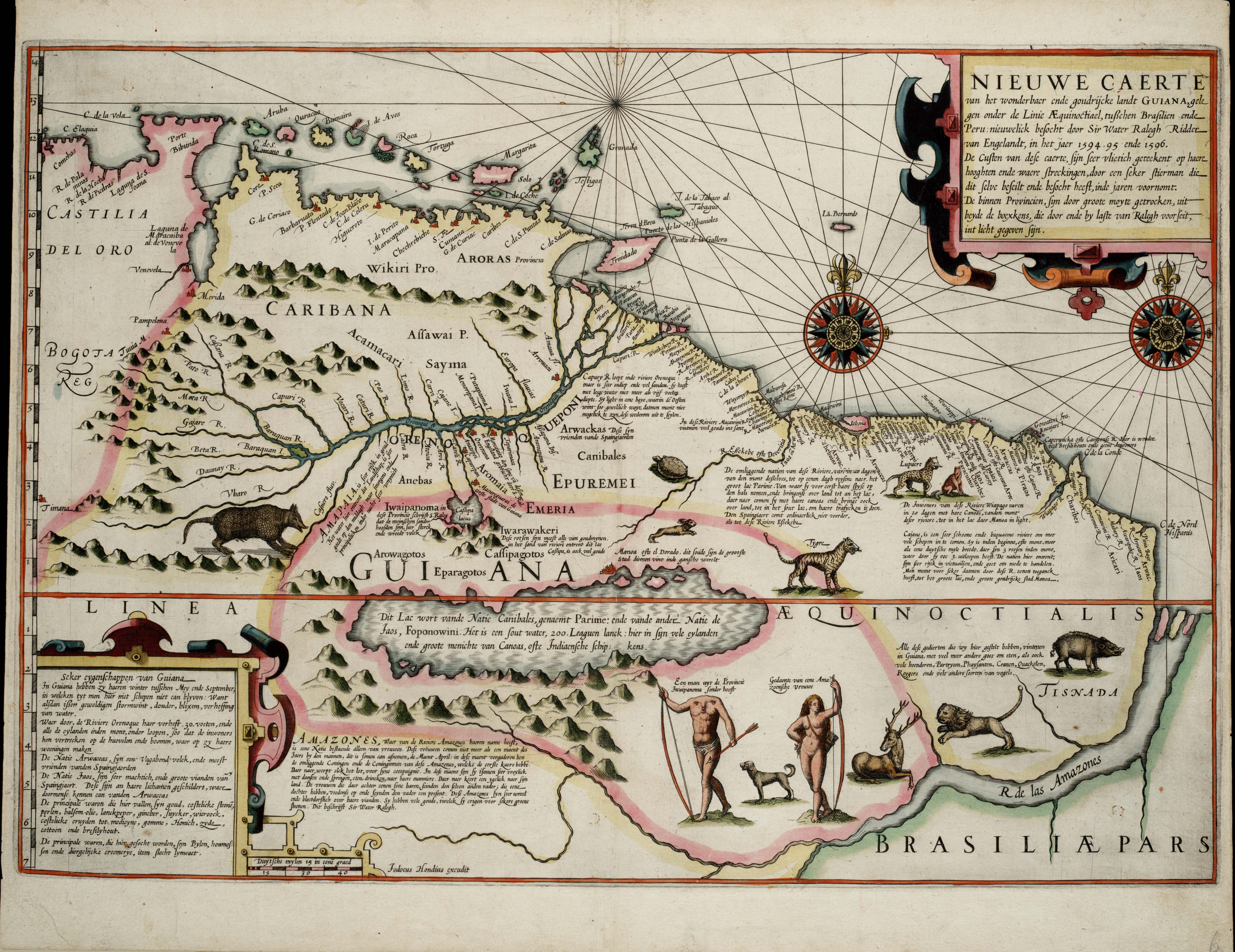
Venezuelakarte am Ende des 16. Jahrhunderts

1560 segelte Francisco Fajardo aus Margarita nach Mittel-Venezuela zurück. Er landete in Caruao und marschierte von da nach Valencia. Dann ging er mit einer kleinen Gruppe Soldaten zum Tuy-Tal. Dort konnte er sich mit dem Kazike Terepaima verständigen. Er ging nach Valencia zurück und sandte nach El Tocuyo eine Bitte an den Gouverneur Pablo Collado, um Verstärkung zu bekommen. Collado sandte ihm 30 Soldaten. Fajardo marschierte mit diesen und mit seinen Soldaten Richtung Teques und gründete eine Siedlung und eine Viehhacienda am Guairoufer. Er nannte den Ort Valle de San Francisco. Die Hacienda wurde kurz danach wegen des Widerstands der indigenen Bevölkerung wieder aufgegeben.
Die heutige Hauptstadt Caracas wurde 1567 gegründet. 1577 setzte die spanische Krone zur Verwaltung einen Gouverneur ein.
Im Jahr 1569 segelte Pedro Malaver de Silva mit 600 Soldaten, von denen 100 Frauen und Kinder mitnahmen, 300 Sklaven, 200 Pferden, 500 Kühen, 1000 Schafen und 200 Schweinen und Ziegen Richtung Venezuela. Die meisten kamen, wie Malaver, aus Extremadura. Die Siedler kamen im Mai 1569 auf Margarita an. Da blieben etwa 100 von ihnen. Malaver reiste mit den übrigen weiter nach Borburata und von da nach Valencia. Die meisten verließen Malaver zwischen Borburata und Valencia und ließen sich in der ganzen Zentralregion nieder.
Diego Fernández de la Serpa kam im Oktober 1569 in Margarita an. Am 13. Oktober 1569 landete er in Cumaná mit 280 Soldaten und ihren Familien und errichtete erneut Nueva Córdoba, wo bis dahin nur 20 Mestizen geblieben waren.

### Ende des 16. Jahrhunderts
Zwischen 1579 und 1580 führte Garci González de Silva mehrere Streifzüge gegen die Cumanagotos in den Tuytälern.
Am Ende des 16. Jahrhunderts wurde das Tal von Caracas zu einem Zentrum für den Anbau von Weizen. Das Säen fand im September und Oktober statt und die Ernte im März und Anfang April. Der Weizen wurde im Mai gemahlen und zum Hafen von La Guaira transportiert, wo die Schiffe ihn nach Cartagena de Indias und in andere Städte der Karibik brachten. Das Geschäft mit dem Weizen setzte sich einige Jahrzehnte fort, aber Klimaveränderungen und eine größere Konkurrenz anderer Regionen führten dazu, dass der Weizenanbau durch den Anbau anderer Produkte wie Kakao ersetzt wurde. Dennoch trug der Weizen dazu bei, die ersten landwirtschaftlichen Beziehungen zwischen Venezuela und der Umgebung zu etablieren und die Entwicklung von Caracas zu fördern.
Im letzten Jahrzehnt fingen die Spanier an, Encomiendas in den Tälern von Aragua zu etablieren und Siedlungen in den Llanos zu gründen. 1591 gründete eine Gruppe Siedler unter Leitung von Portugiesen das Dorf Guanare im heutigen Bundesstaat Portuguesa. 1595 gründeten Spanier aus dem Caracastal, die neue Regionen suchten, um Gold abzubauen und von der billigen Arbeitsleistung der indigenen Bevölkerung zu profitieren (in encomiendas, die de facto Sklavenarbeit bedeuteten), den Ort San Juan de los Morros. Die Spanier drangen weiter westlich von Cumaná ins Gebiet der Palenques und Cumanagotos ein. 1594 gründeten sie das Dorf Clarines.
Antonio de Berrío ernannte 1597 seinen Sohn, Fernando de Berrío, zum neuen Gouverneur von Guayana. Fernando arbeitete in den folgenden Jahren daran, die spanische Präsenz in Guayana zu verstärken.

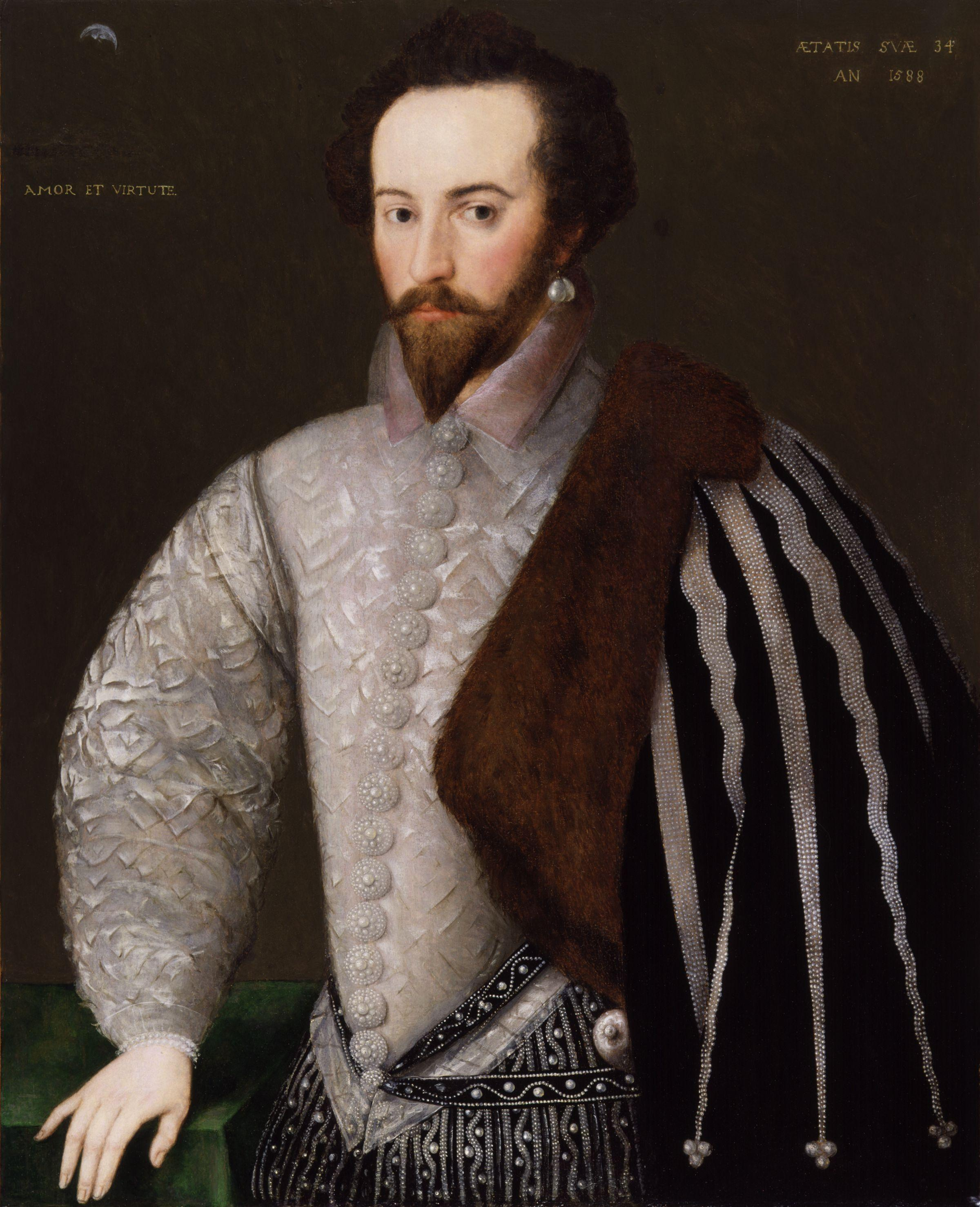
Walter Raleigh

Im April 1595 kam Walter Raleigh nach Trinidad, damals in spanischem Besitz aber mit wenigen spanischen Beamten. Er landete mit hundert Soldaten, nahm das erste Dorf, San José de Oruña, ein und den Gouverneur, Berrío, fest. Dort etablierte er eine Basis. Ende Mai fuhr eine Gruppe seiner Soldaten durch das Orinoco-Delta in der Suche nach El Dorado. Sie hatten eine Galeere und mehrere kleinere Boote. Sie tauschten Waren mit den Einheimischen aus und es kam zu Gefechten mit den Spaniern.
Im Juni griffen die Piraten Preston und Somers La Guaira an. Zwischen 40 und 50 Ritter gingen aus Caracas zum Hauptzugang von Caracas aus El Ávila. Die Briten schlichen sich aber durch einen anderen Weg in die Stadt hinein, wo sie einen einzigen Verteidiger, Alonso Andrea de Ledesma, fanden und töteten. Die Briten waren zwischen dem 8. Juni und dem 13. Juni da. Sie brannten die Stadt nieder und verließen sie. Am 19. Juni zerstörten Preston und Somers drei spanische Schiffe in der Nähe von Chichiriviche.

### Im Osten
Die Niederländer unternahmen im Jahr 1598 eine Expedition über den Orinoco. Die Reise wurde von Nicolaes De Haen, einem Flamen, der für die Republik der Sieben Vereinigten Provinzen arbeitete, geleitet. Die Niederländer fuhren mit zwei Schiffen, der Zeeridder und der Jonas, und kamen an der Orinocomündung am 27. Juli an. 22 Tage später erreichten sie Santo Tomé de Guayana, ein Dorf das gerade vom Conquistador Antonio de Berrío wieder errichtet war. Die Niederländer begannen auch den Esequibofluss zu erforschen. Seit dieser Zeit versuchten die Niederländer, in Guayana Fuß zu fassen. Manchmal verkauften sie Waffen an die Indigenen, die im Gegenzug Sklaven anderer Stämme bzw. Produkte der Region lieferten.

## Koloniale Zeit im 17. Jahrhundert

### Anfang des Jahrhunderts

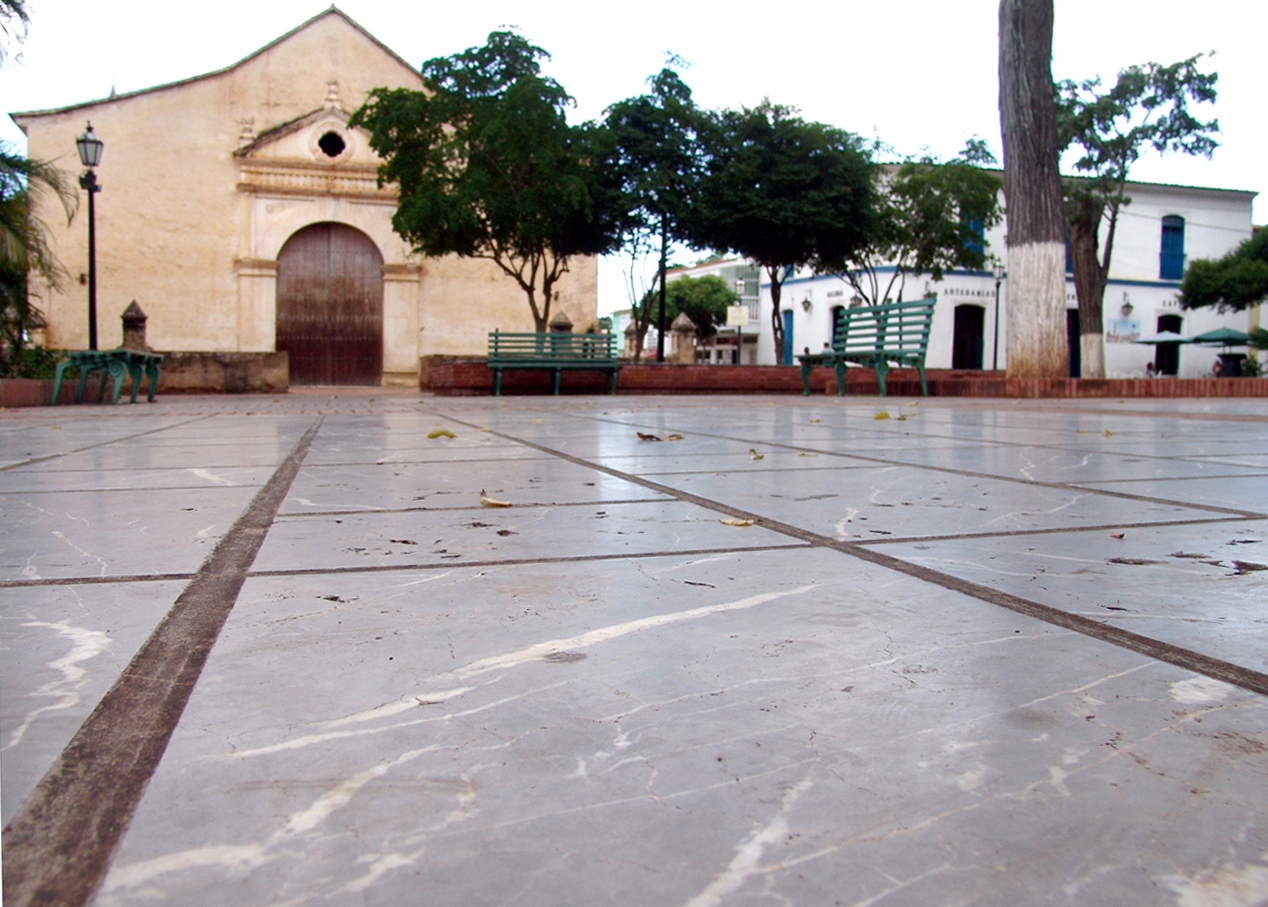
Kirche von Asunción, auf Margarita, zwischen 1609 und 1621 gebaut

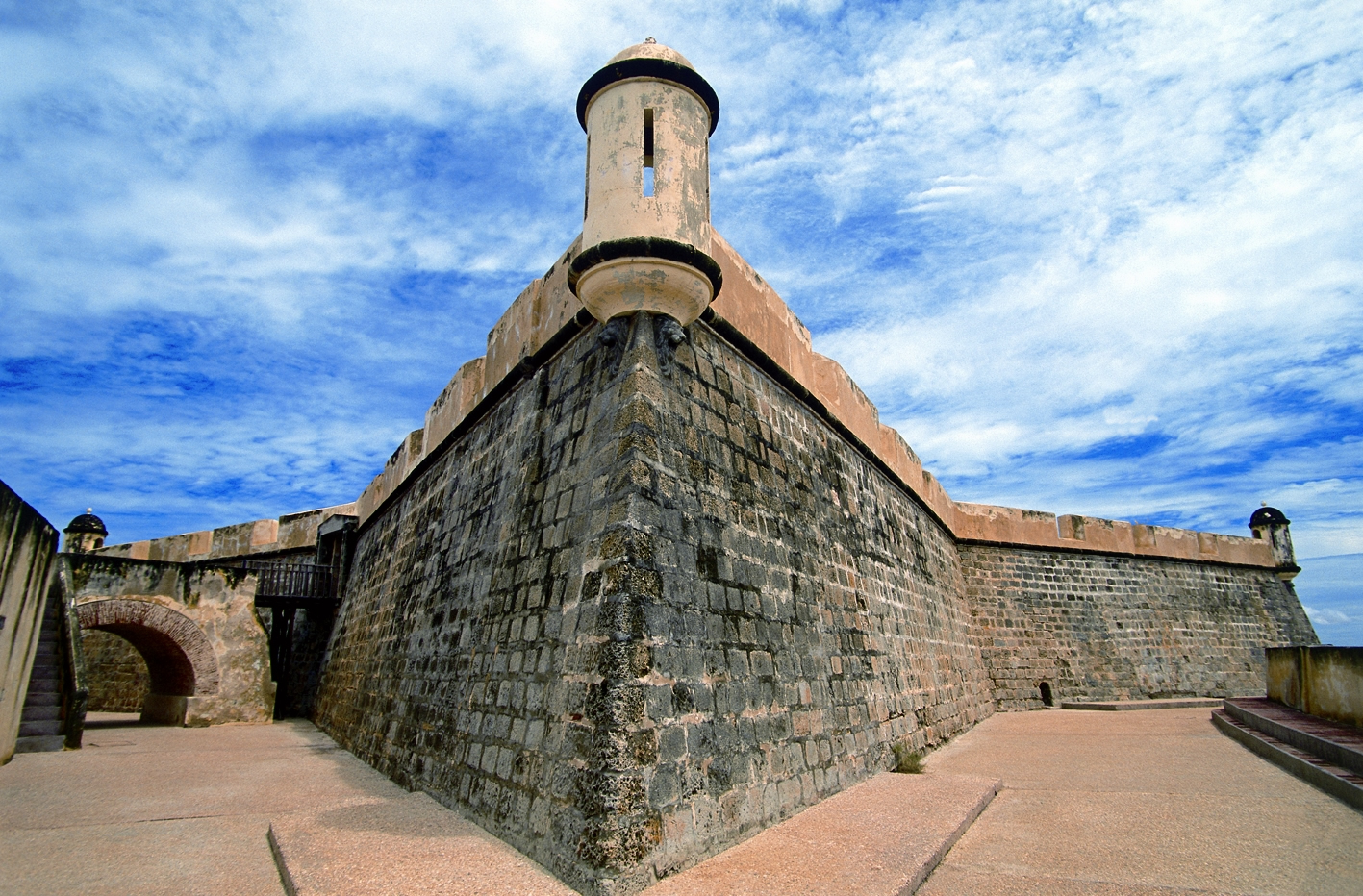
Festung von Carlos de Borromeo auf Margarita, zwischen 1622 und 1642 gebaut, in den 1660er Jahren von Piraten zerstört

Die Kolonie wurde im 16. und 17. Jahrhundert von den Spaniern eher vernachlässigt, da diese sich mehr auf das Gold aus anderen Teilen Amerikas konzentrierten. Der Anbau von Kakao, Zucker, Tabak, Kaffee und Baumwolle führte dazu, dass eine große Anzahl an Sklaven nach Venezuela gebracht wurden, die, nachdem die einheimische Kultur zu einem Großteil zerstört war, die Kultur in Venezuela nachhaltig beeinflussten.
Kakao wurde (insbesondere nach 1615) Hauptausfuhrprodukt. Salz, Zucker und Tabak sowie Leder aus der Viehzucht in den Llanos wurden ebenfalls ausgeführt. Weizen, der in den Andengebieten mit gemäßigtem Klima gedeiht, wurde mit Maultieren vor allem nach Maracaibo, Mérida und Gibraltar transportiert.
Am Anfang des 17. Jahrhunderts konnten die Spanier Guajira und die Regionen östlich des Tuy-Tals und westlich von Cumaná nur unzureichend kontrollieren. Die Cumanagotos leisteten erbitterten Widerstand. Im Jahre 1603 brachten sie den Conquistador Sebastián de Roa um. Eine Strafexpedition unter Leitung von Juan Pérez de Agorreta brauchte 14 Monate, um die indigene Urbevölkerung im Neverí-Becken zu unterwerfen.
Ab 1618 gründeten spanische Mönche neue Dörfer, um die in der Umgebung ansässige indigenen Bevölkerung zu missionieren. So entstanden Turmero, Guarenas, Choroní, Petare, Baruta, La Victoria, Cagua, San Mateo, Santa Lucía, El Valle und Antímano. Im Jahr 1628 gelang es den Spaniern, die letzten Widerstandskämpfer der Jirajara im Yaracuy-Gebiet zu besiegen. Sie gründeten eine Siedlung in Nirgua, wo sie Gold ausgraben wollten. Die Funde waren aber nur mittelmäßig.
Von 1632 an führte der Katalane Joan Orpí einen Streifzug, um das Gebiet der Unare- und Neverí-Becken, wo die Cumanagotos noch Widerstand leisteten, unter Kontrolle zu bringen. Etwa zwei Jahre später gründete Orpí die Stadt von Nueva Barcelona.

### Verlust an die Niederlande
Im Jahr 1634 besetzten 400 Niederländer unter Leitung von Johannes van Walbeeck die Inseln von Curaçao, Bonaire und Aruba, Inseln, die Spanien nie wieder zurückerobern konnte. Bei der Ankunft der Niederländer wohnten auf Curaçao noch 32 Spanier, darunter 11 Kinder. Diese mussten zusammen mit Einheimischen des Arawaco-Stammes zum Festland auswandern, da sie den Niederländern die Gefolgschaft verweigerten.

### 1650–1659
Die Franzosen griffen den Hafen von La Guaira im Jahr 1651 an.
Spanische Franziskaner gründeten ein Kloster in Cumaná und eine Mission in Píritu im Jahr 1656, um bei Cumanagotos zu predigen.
Im Jahr 1657 tötete eine Epidemie eine große Anzahl Menschen in Caracas und anderen spanischen Städten.
Der britische Pirat Christopher Myngs plünderte Cumaná, Puerto Cabello und Coro im Jahr 1659 während des Englisch-Spanischen Krieges.

### 1660–1670
In den Sechzigern setzten die spanischen Geistlichen die Gründung von Missionsstationen für die indigene Bevölkerung fort. Gegen 1661 fingen die Jesuiten z. B. an, im Zentralgebiet der Llanos zu predigen.
Der Kazike Chiparara konnte Caribstämme und Otomaken unter seiner Leitung organisieren und begann um diese Zeit, die Spanier anzugreifen. Die Uramerikaner wurden im März 1663 definitiv zurückgedrängt. Viele flohen nach Süden und andere blieben auseinandergestreut in den Llanos. Langsam etablierten die katholischen Orden weitere Missionen in den Llanos.
Maracaibo wurde im Jahr 1666 Opfer eines Piratenangriffs. Der Franzose Jean-David Nau kam mit sechs Schiffen und etwa sechshundert Mann an und nahm prompt die Stadt ein. Die Stadt hatte damals etwa 4000 Einwohner. Danach segelte Jean-David Nau mit 380 Menschen nach Gibraltar, im Südosten des Maracaibosees, um eine spanische Truppe dort zu bekämpfen. Die Spanier erlitten große Verluste: etwa 500 spanische Soldaten kamen dabei ums Leben gegen 60 Tote und 30 Verletzte unter den Piraten. Die Franzosen plünderten Gibraltar wochenlang, wurden aber von einer Epidemie getroffen und zogen sich nach Maracaibo zurück, das sie wieder plünderten.
Charles François d’Angennes, Marquis von Maintenon, griff im Jahr 1667 mit einer Flotte von 10 Schiffen und 800 Freibeutern die Insel Margarita und die Hafenstadt Cumaná an.

### 1671–1690
Die Unabhängigkeit von Portugal im Jahr 1670 führte zu Wirtschaftsproblemen für die Kanarischen Inseln, die von den portugiesischen Märkten abhängig waren. Dies trug zur Auswanderung bei. Venezuela empfing viele dieser Siedler. Die Kanarier siedelten an der Küste, aber auch in den Llanos. Am Ende des Jahrhunderts gab es große Gruppen von Kanariern in Caracas und La Guaira. Ende des siebzehnten Jahrhunderts hatten Kanarier einen Anteil von 16 % an den Heiraten in Venezuela. Im Jahr 1683 gründeten sie San Antonio de los Altos. Viele der kanarischen Einwanderer beschäftigten sich mit der Landwirtschaft. Sie stellten die Mehrheit der Kleinhändler. Manche Dörfer der kanarischen Insel stellten besonders viele Einwanderer, wie z. B. El Sauzal oder Vilaflor.
Französische Piraten plünderten Valencia zum letzten Mal im Jahr 1677.

### Ende des 17. Jahrhunderts
Im letzten Jahrzehnt des 17. Jahrhunderts wurden weitere Siedlungen an der Küste gegründet. 1694 gründete Gouverneur Francisco Berroterán für die indigene Bevölkerung die Dörfer von Guacara, San Diego und Los Guayos nördlich vom Valenciasee. Kariben griffen im Jahr 1697 die Missionsdörfer des Chaima-Stammes an und verursachten große Schäden.

## Koloniale Zeit im 18. Jahrhundert

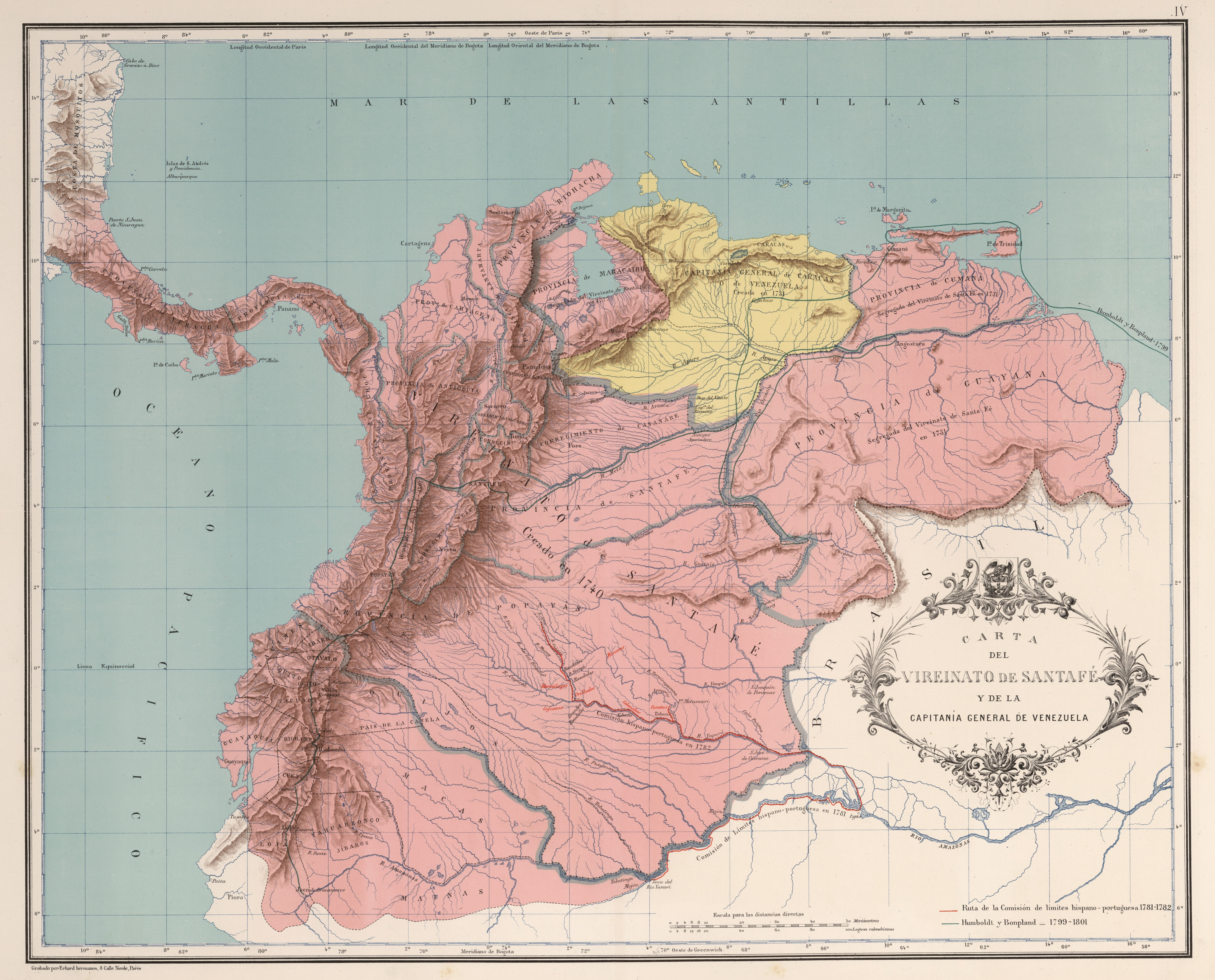
Vizekönigreich Neu-Granada

Das Land wurde bis 1718 vom Königlichen Gerichtshof (Real Audiencia) in Santo Domingo, die vom Vizekönigreich Neu-Spanien (Mexico) abhing, und anschließend bis 1742 vom Königlichen Gerichtshof in Bogotá, im Vizekönigreich Neu-Granada verwaltet und regiert. Danach wurden einzelne Provinzen von beiden Vizekönigreichen beziehungsweise direkt von Spanien aus verwaltet. Im März 1723 gründeten Kapuziner mit 500 Ureinwohnern verschiedener Ethnien Calabozo in den Mittel-Llanos. Unter den Indigenen gab es Mapoyes, Tamanaken, Otomaken und andere. Gegen 1726 entstand die Stadt Valle de Pascua, auch in den Llanos. Das Unternehmen der Guipuzcoana oder Compañía de Caracas wurde 1728 errichtet. Diese Firma monopolisierte den Kakaohandel und den Verkauf der Importe aus Spanien, wie Wein, Getreide, Stoff und Eisen. Das Monopol führte zu ständigen Konflikten mit den Produzenten in Venezuela.

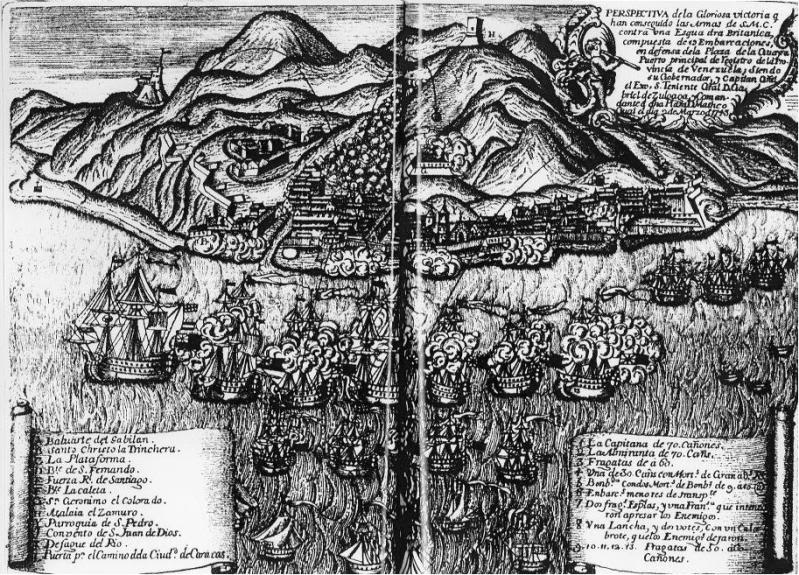
Angriff in La Guaira 1743

Von 1739 bis 1742 fand zwischen Großbritannien und Spanien ein Kolonialkrieg statt, der sogenannte War of Jenkins’ Ear. Am 18. Februar 1743 griff eine Flotte unter Leitung von Charles Knowles den Hafen von La Guaira an. Die Briten werden aber zurückgeschlagen. Die Jesuiten gründeten Cabruta zwischen 1740 und 1743. Von 1730 bis 1733 und erneut zwischen 1748 und 1752 richteten sich zwei Bewegungen gegen die von Philipp V. mit einem weitreichenden Handelsmonopol für die Provinz Caracas ausgestattete Real Compañía Guipuzcoana: Zunächst kämpfte ein Schmuggler, der Zambo Andresote, mit Unterstützung oder Duldung mancher kreolischer Grundbesitzer gegen die Compañía. Zwischen 1748 und 1752 erhoben sich mehrere hundert Grundbesitzer unter Juan Francisco de León gegen die Gesellschaft.

### Aufstand von Juan Francisco de León
Der kanarische Landbesitzer Juan Francisco de León leitete einen Aufstand, der in der Barlovento-Region anfing. Zahlreiche Kanarier, aber auch zahlreiche Zambos, Mestizen und Sklaven, die ebenfalls unter der Monopolstellung der Compañía Guipuzcoana litten, schlossen sich an. Die Aufständischen konnten Waffen aus Curaçao kaufen und anfänglich einige Erfolge erzielen. Echeverría, Leiter der Compañía Guipuzcoana, musste fliehen. Am Ende wurde der Aufstand aber niedergeschlagen. Juan Francisco de León wurde Mitte 1752 festgenommen und am 25. September 1753 hingerichtet.

### Orinoco-Expedition
Die Portugiesen waren über den Rio Negro und den Isthmus von Pimichin in das Gebiet am Oberlauf des Río Atabapo vorgedrungen und errichteten dort Stützpunkte. Unter ihrer Führung erbeuteten indigene Krieger auch Angehörige anderer Stämme, welche anschließend auf portugiesischem Gebiet als Sklaven verkauft wurden.
Die spanische Krone beschloss, eine Expedition zum Zwecke der Grenzziehung auszusenden. Am 14. Dezember 1753 wurde José de Iturriaga durch königliches Dekret mit dieser Aufgabe betraut. Unter den Expeditionsmitgliedern befanden sich José Solano y Bote und der schwedische Botaniker Pehr Löfling. Die Expedition verließ Cádiz am 15. Februar 1754 und erreichte Cumaná am 11. April. Die Gruppe blieb jahrelang in Venezuela. Es gelang ihr, spanisch kontrollierte Siedlungen zu etablieren und die portugiesische Expansion zu stoppen.

### Generalkapitanat von Venezuela
1777 schuf Carlos III per Dekret die Statthalterschaft von Venezuela (Capitanía General de Venezuela). Ab 1780 fing Spanien an, die Handelsbeziehungen zwischen den Kolonien zu lockern. Im Jahr 1789 beschloss die spanische Regierung, Freihandel für Venezuela und Neuspanien zuzulassen. Die Reformen der Bourbonen fingen an, positive Folgen zu haben, die Handelszunahme blieb aber bescheiden: viele der anderen spanischen Kolonien hatten nicht viel Bedarf für die Produkte Venezuelas.
Im Jahr 1788 befahl der Gouverneur der Provinz Barinas, San Fernando de Apure zu gründen.

### Wirtschaftslage am Ende der Kolonialzeit
Am Anfang des neunzehnten Jahrhunderts führte Venezuela für über 35 Millionen Franken Waren ein. Über 4⁄5 dieser Waren kamen aus Europa. Venezuela produzierte Kakao, Kaffee, Baumwolle und Tabak. Darüber hinaus produzierte es Lederprodukte, vor allem in der Carora-Region, Hängematten auf Margarita und Baumwolledecken in El Tocuyo. Diese letzteren Produkte konnten aber kaum den internen Markt befriedigen. Anderseits bemerkte Humboldt, dass die Städte und Dörfer im Aragua-Tal so wohlhabend waren wie die Dörfer am Rhein und in den Niederlanden. Diese Regionen produzierten vor allem Kaffee, Kakao, Indigo und Baumwolle.

## Unabhängigkeitsbestrebungen

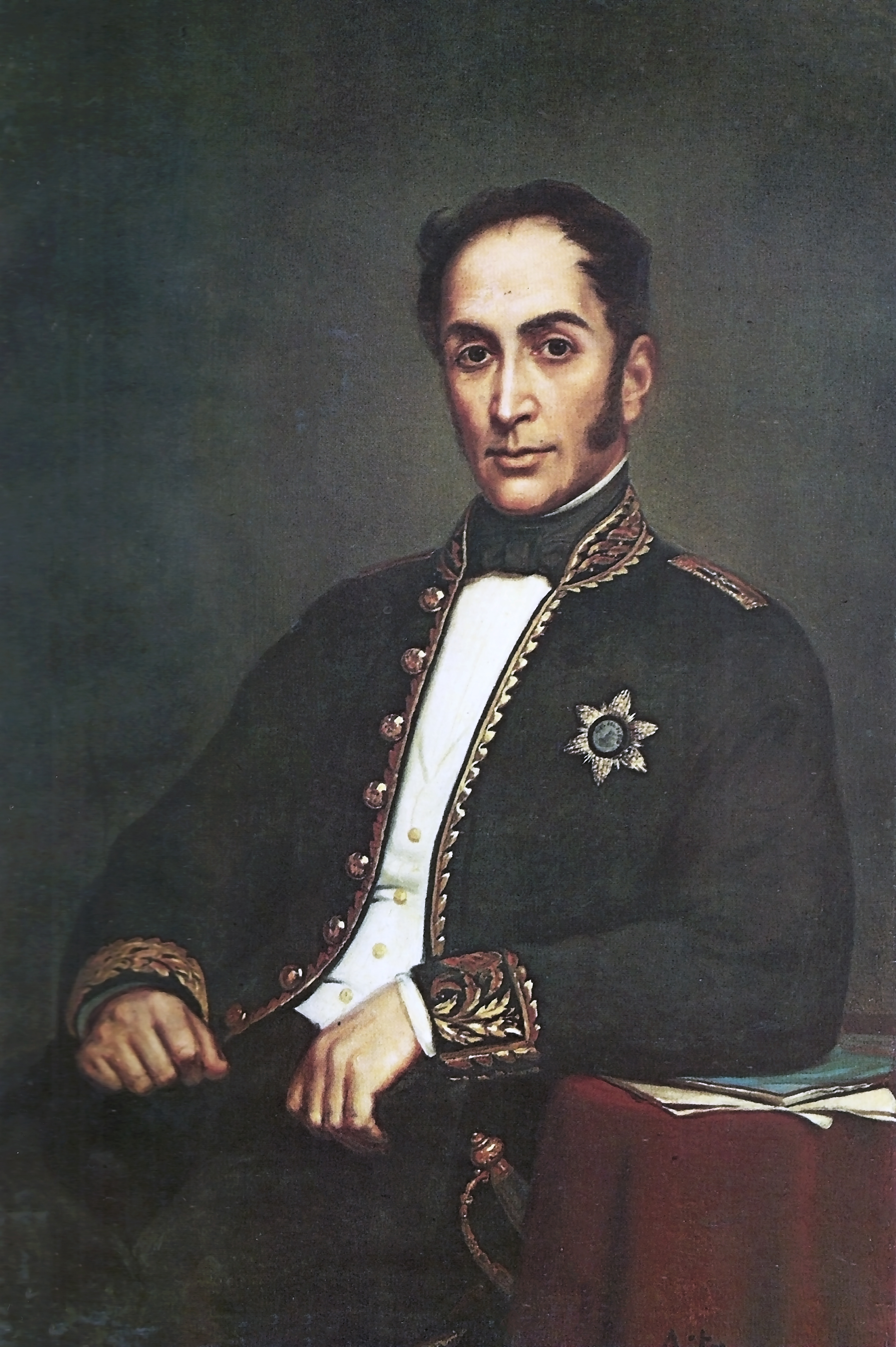
Simón Bolívar

Erst mit der Aufklärung, der Unabhängigkeit der USA, der Französischen Revolution und der Verbreitung dieser Ideen kam eine weitere Komponente hinzu, die auch die Loslösung der Kolonien vom monarchistischen Mutterland und deren republikanische Ausrichtung einforderte. So führte José Leonardo Chirino 1795 in der Stadt Coro einen Sklavenaufstand an und bezog sich dabei in seinen Forderungen explizit auf die Menschenrechtsdeklaration der US-amerikanischen Unabhängigkeitserklärung; in diesem Falle schlugen spanische Behörden und einheimische Grundbesitzer den Aufstand gemeinsam nieder. Ähnliche Forderungen, die in einer autonomen venezolanischen Republik verwirklicht werden sollten und die diesmal die Unterstützung vieler Criollos und sogar mancher Spanier fanden, formulierten 1797 in La Guaira Manuel Gual und José Maria España. Doch noch war der spanische Kolonialapparat stark genug, diese Bewegung zu zerschlagen.
Der weltläufige und belesene Francisco de Miranda, der auch in der französischen Revolutionsarmee gedient hatte, war schon seit Jahren in Sachen Unabhängigkeit in Europa unterwegs gewesen, doch die Briten zögerten, und vielen Venezolanern war dieses Vorgehen de Mirandas suspekt, dem sie vorwarfen, „sich nahezu zum Instrument britischer Politik unter William Pitt“ zu machen; die spanische Fremdherrschaft gegen die englische einzutauschen waren sie nicht bereit. So scheiterte de Miranda im April 1806 zunächst mit einem Landemanöver, für das er englische, irische, französische und nordamerikanische Freiwillige angeworben hatte, bei Ocumare de la Costa, um Puerto Cabello einzunehmen, an der spanischen Küstenwache und im August – trotz Unterstützung durch den britischen Gouverneur von Trinidad – nach diesmal geglückter Landung an den zumeist loyalen, royalistischen Bewohnern der Provinz Coro.

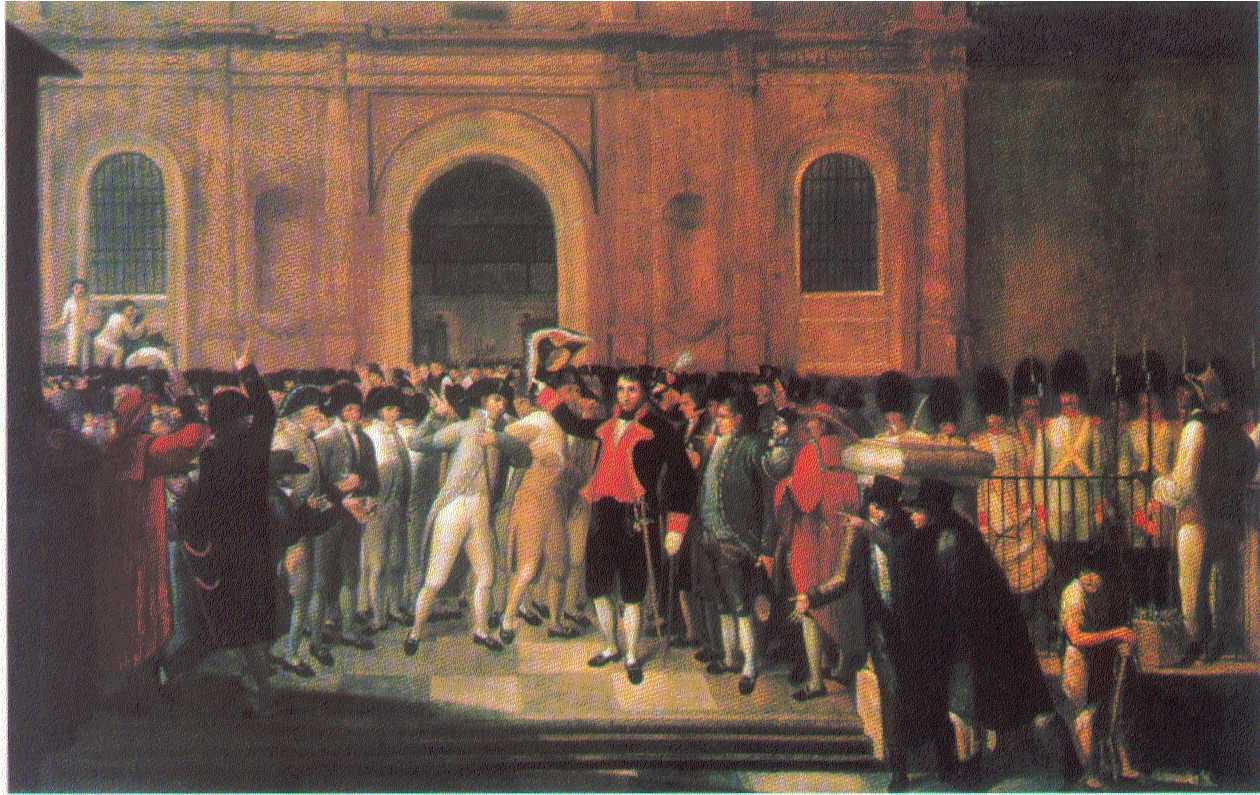
Die Bildung der Junta am 19. April 1810 war der Auftakt zur Revolution

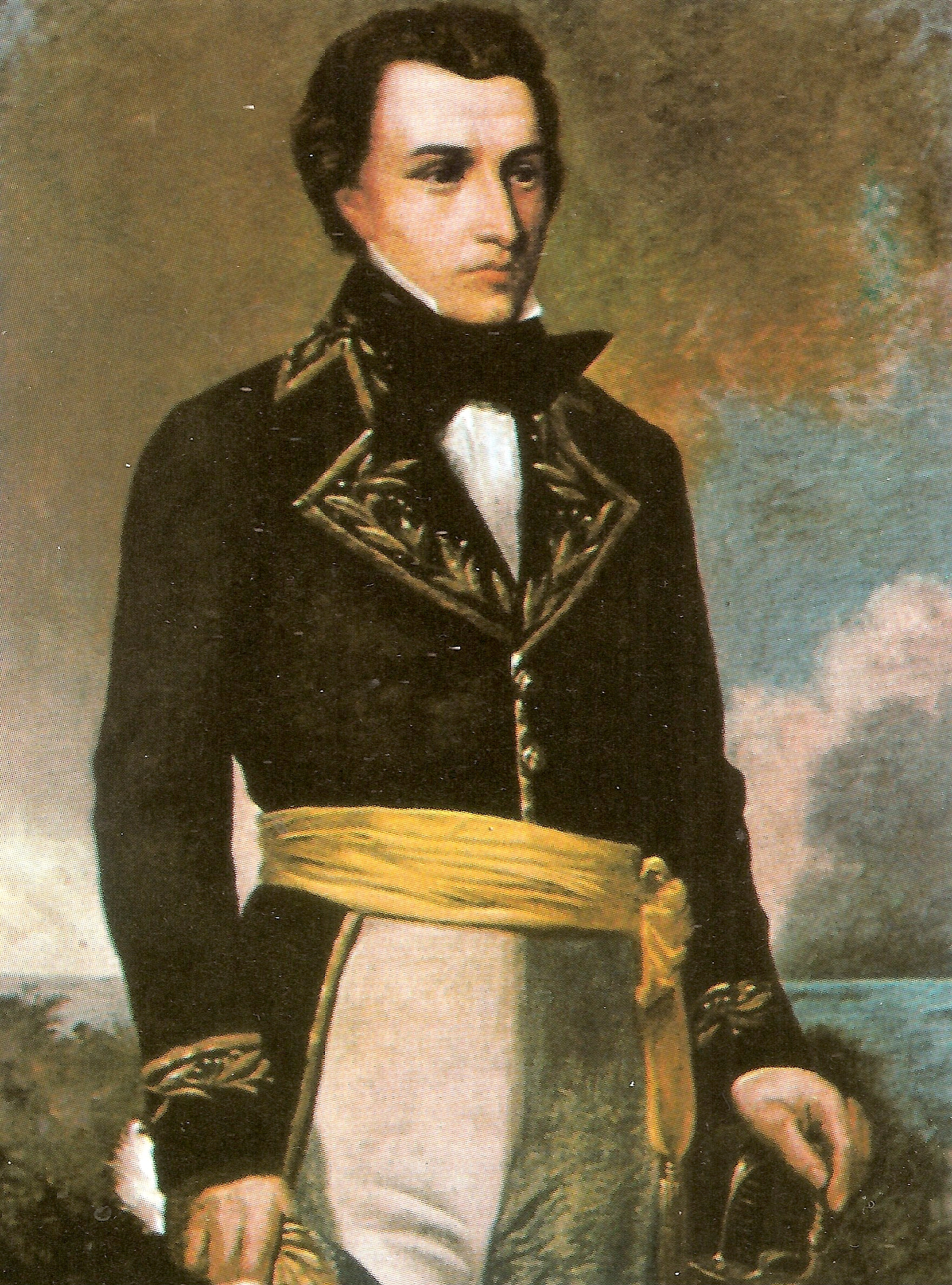
Manuel Piar, ein Held der Unabhängigkeitskriege, befreite große Teile vom östlichen Venezuela und Guyana. Bolívar ließ ihn 1817 hinrichten

Am 19. April 1810, nachdem es in anderen südamerikanischen Ländern zu Aufständen gekommen war und sich der größte Teil der Venezolaner gegen die von den Behörden geduldete französische Besatzung stellte, formierte sich eine Junta, die den Generalkapitän Vicente Emperan y Orbe absetzte. Obwohl an diesem Tag noch nicht die Unabhängigkeit ausgerufen wurde, ist dies heute – neben dem 5. Juli – der Nationalfeiertag Venezuelas. Die Zustimmung für diesen Akt einer kleinen Gruppe von Aktivisten bei der Bevölkerung und die Begeisterung, endlich ein Stück mehr Selbstbestimmung zu erlangen, war groß. Die Schwierigkeiten, die auf die nun selbstregierten Patrioten zukamen, erwiesen sich allerdings als übermächtig. Was in der Verwaltung noch halbwegs funktionierte, war im bewaffneten Kampf gegen die königstreuen Landsleute und die Spanier nur anfangs halbwegs erfolgreich. Eine Delegation, der auch Simón Bolívar angehörte, verhandelte mit dem britischen Außenminister um Unterstützung. Ihr größter Erfolg war, den im englischen Exil lebenden Francisco de Miranda Anfang 1811 mit nach Venezuela zu bringen. Dieser übernahm zuerst militärisch und später auch politisch das Ruder, während die Attacken der Spanier und ihrer venezolanischen Verbündeten heftiger wurden. Die Unabhängigkeitskriege wurden vor allem zwischen Venezolanern durchgeführt. Die Spanier bei den spanischen Truppen bildeten eine Minderheit. Auf der Seite der Unabhängigkeitstruppen gab es vor allem nach 1818 zahlreiche Söldner, vor allem aus Großbritannien.
Die Unabhängigkeitskriege in Venezuela, die 1810 begannen und 1823 endeten, dezimierten die Bevölkerung drastisch und schwächten die Wirtschaftskraft erheblich, brachten aber letztlich das Ende der spanischen Bevormundung und eine selbstbestimmte Republik.

## Unabhängiges Venezuela im 19. Jahrhundert
Zahlreiche Bürgerkriege und Revolutionen bremsten die kontinuierliche Entwicklung des Landes. Der schlimmste Krieg nach der Unabhängigkeit war der Föderale Krieg, der von 1859 bis 1865 dauerte und das Leben von mehr als 150.000 Menschen bei einer Bevölkerung unter 3 Millionen kostete.

### José Antonio Páez
Der erste Caudillo im unabhängigen Venezuela war José Antonio Páez, der am 11. April 1831 Präsident wurde. Er war der Leiter der Konservativen Partei. Viele der Führer dieser Partei waren Militärs, die an den Unabhängigkeitskriegen teilgenommen hatten. Die Kaffeeausfuhr nahm in diesen Jahren zu. Im Jahr 1835 wurde Páez in seiner Funktion als Präsident von dem Arzt José María Vargas abgelöst.

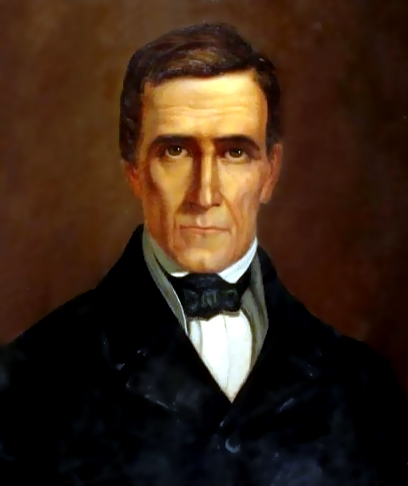
José María Vargas

Verschiedene Gruppen fingen an, gegen die Regierung Vargas und vor allem gegen die Macht von Páez zu protestieren. Sie wollten keine zentralisierte Regierung. Sie wollten darüber hinaus Venezuela wieder mit Kolumbien zusammenschließen. Am 7. Juli 1835 begann ein Aufstand in Maracaibo. Der General Santiago Mariño wurde Führer dieser Bewegung. Der Aufstand scheiterte, er war aber der Zünder für Unruhen anderswo in Venezuela. In Caracas setzten Pedro Carujo und der Kapitän Julián Castro Contreras den Präsidenten Vargas am 8. Juli unter Hausarrest. Vargas und der Vizepräsident Andrés Narvarte mussten ins Exil gehen: sie wurden zuerst nach Saint Thomas geschickt. Páez marschierte über Valencia, Maracay und La Victoria nach Caracas. Wegen seiner Popularität als General der Unabhängigkeitskriege gelang es Paéz, Truppen zu rekrutieren. Er kam in Caracas am 28. Juli 1835 an. Die Reformisten hatten die Stadt verlassen. Páez bildete einen Regierungsrat und beauftragte den General José María Carreño, die Regierung provisorisch zu leiten. Er schickte dann eine Kommission nach Saint Thomas, um Vargas und Narvarte zurückzubringen. Am 20. August 1835 wurde Vargas wieder Präsident der Republik.

### Der Bauernaufstand von 1846 und die Monagasdynastie
Venezuelas Wirtschaftslage verschlechterte sich Anfang 1846. Die Vorbereitungen für die für August geplanten Wahlen hatten auch Spannungen erhöht. Die wichtigsten Kandidaten waren José Tadeo Monagas, Antonio Leocadio Guzmán, Bartolomé Salom, José Félix Blanco und José Gregorio Monagas. Der erste hatte die Unterstützung der Regierung. Der zweite war der Kandidat der Liberalen Partei. Soublette beschleunigte die Wehrpflicht, was von der Opposition als Einschüchterungstechnik denunziert wurde.
Vom Kongress Ende Januar 1847 bestätigt, trat Monagas sein Amt am 1. März an. Die Wahlergebnisse wurden bestritten. Um zu einem Kompromiss zu kommen, entschloss sich Santiago Mariño, ein Interview zwischen José Antonio Páez und dem zweiten Kandidaten, Antonio Leocadio Guzmán, zu organisieren. Guzmán reiste aus den Araguatälern mit vielen Anhängern an und viele andere schlossen sich auf dem Weg an. Die Armee sah dies als Bedrohung.
Das Gespräch fand nicht statt: am 2. September, als Guzmán in La Victoria war, brach die sogenannte Volksrevolution in Tacusuruma aus: Francisco José Rangel behauptete, die Regierung hätte ihm Land weggenommen und ihn verhindert, an der Wahl teilzunehmen. Rangel und seine Anhänger beriefen sich auf Guzmán, reisten nach Güigüe und überfielen die Hazienda Yuma, Eigentum des Páez-nahen Politikers und Anwalts Ángel Quintero. Die Aufständischen töteten den Haziendaverwalter, verletzten mehrere und befreiten die Sklaven.
Die Regierung machte Guzmán für diese Gewalttaten verantwortlich und nahm ihn kurz danach fest. Der Aufstand breitete sich aus, als viele Knechte und Sklaven die Haziendas verließen. Ezequiel Zamora, der in La Victoria Guzmán begleitete, schloss sich der Bewegung an und wurde zu einem der wichtigsten Führer.
Monagas tauschte konservative gegen liberale Minister aus und führte eine eher liberale Politik, worauf sich die Stimmung im Parlament gegen ihn wandte. Die Lage spitzte sich zu, als die Abgeordneten den Präsidenten zur Verantwortung ziehen wollten. Eine aufgebrachte Menschenmenge stürmte am 24. Januar 1848 den Kongress zugunsten von Monagas. Der Anschlag auf den Kongress, bei dem einige Abgeordnete umgebracht wurden, verhinderte die Verurteilung von Monagas und festigte auch die Macht späterer Präsidenten gegenüber dem Parlament.
Zamora wurde im Jahr 1848 festgenommen. Danach verlor der Aufstand an Kraft. Monagas’ Nachfolger wurde 1851 sein Bruder José Gregorio.
In den folgenden Jahren gab es mehrere Aufstände, die von den Konservativen geführt wurden. José Gregorio Monagas billigte die endgültige Abschaffung der Sklaverei am 24. März 1854. Am 10. April ernannte der Kongress ihn zum Marschall. José Gregorio unterstützte dann die Rückkehr seines Bruders an die Macht.
José Tadeo Monagas wurde im Jahr 1855 zum Präsidenten gewählt. Er folgte seinem Bruder in der Regierung. Da er eine Familiendynastie auf dem Präsidentensessel einzurichten versuchte und sein Amt zur Selbstbereicherung im großen Stil missbrauchte, sank seine Popularität immer mehr. Ein Jahr vor dem regulären Ende seiner Amtszeit, 1858, kam er einem Aufstand gegen ihn zuvor. Er musste den Präsidentenpalast unter den Rufen der Bevölkerung „Tod den Dieben“ verlassen. Monagas legte sein Amt nieder und floh in die französische Botschaft.

### Der Föderale Krieg

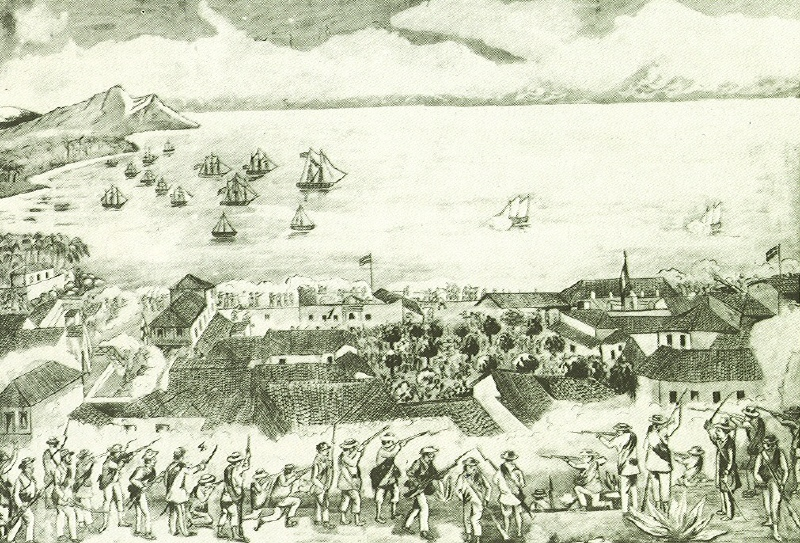
Schlacht von Maiquetía

Im Jahr 1859 brach der Föderale Krieg aus. Auf der einen Seite standen die Liberalen, auch Föderalisten genannt, weil sie mehr Autonomie für die Bundesstaaten forderten, und auf der anderen Seite die Konservativen der Regierung.
Am 20. Februar 1859 besetzte der Kommandant Tirso Salaverría das Militärkommando von Coro und eroberte eine große Menge Waffen.
Der Krieg verlief meistens in Form von Guerillakrieg. Die erste wichtige Schlacht war die Santa-Inés-Schlacht am 10. Dezember 1859. Dabei siegten die Aufständischen unter Leitung von Ezequiel Zamora. Zamora konnte die Kontrolle über die Llanos konsolidieren und den Vormarsch der Liberalen Richtung Norden vorbereiten.

### Juan Crisóstomo Falcón und weitere Aufstände
Juan Crisóstomo Falcón wurde 1863 Präsident der Republik. Die Todesstrafe wurde in Venezuela als einem der ersten Staaten abgeschafft.
Der Einheitsstaat wurde 1864 zu einer Bundesrepublik umgestaltet. Am 3. Mai 1864 erfolgte die Umgestaltung in den Bundesstaat Estados Unidos de Venezuela.
Die Politik Falcóns führte immer mehr zu Spannungen mit den Konservativen und mit den Dissidenten der Liberalen. Beide Gruppen versuchten ab 1867, die Regierung zu stürzen. Sie erklärten eine „Blaue Revolution“. Ein Heer unter Leitung von Miguel Antonio Rojas rebellierte im Zentrum Venezuelas, während der ehemalige Präsident José Tadeo Monagas im Osten zum Aufstand aufrief. Falcón übergab die Macht an Manuel Ezequiel Bruzual. Mitte 1868 belagerte Rojas die Hauptstadt Caracas. Nach kurzen Verhandlungen unterzeichnete er das Antímano-Abkommen mit der Regierung, nach dem er diese Regierung anerkannt hatte und nur die Militärkontrolle des Landes übernahm. Die Aufständischen im Osten, die diese Aktion als Verrat ansahen, marschierten weiter nach Caracas, das sie im Juni besetzten. So kamen „die Blauen“ unter Leitung von Guillermo Tell Villegas und José Ruperto Monagas an die Macht.

### Guzmán Blanco
Am 27. April 1870 putschte Antonio Guzmán Blanco gegen Tell Villegas. Guzmán regierte zunächst fast sieben Jahre, bis er die Macht an den Militär Francisco Linares Alcántara übergab.
Guzmán Blanco gewann die Wahlen im Jahr 1885. Er trat für den Zeitraum 1886–1888 an, musste aber wegen Gesundheitsproblemen im Jahr 1887 die Macht abgeben. Während dieser Amtszeit brach Venezuela die Beziehungen mit Großbritannien ab, als dieses Land seine Expansion im Guyanagebiet fortsetzte und venezolanisches Gebiet eroberte.

### Ende des 19. Jahrhunderts
Raimundo Andueza Palacio gewann die Wahlen 1890. Als er zwei Jahre später, im Jahr 1892, seine Amtszeit verlängern wollte, wurde er von der sogenannten „revolución legalista“ abgesetzt. Joaquín Crespo, der Anführer, übernahm die Präsidentschaft.
Grenzstreitigkeiten mit dem Nachbarn Kolumbien in den Jahren 1891–1896 konnten schließlich friedlich beigelegt werden.

## Erste Hälfte des 20. Jahrhunderts

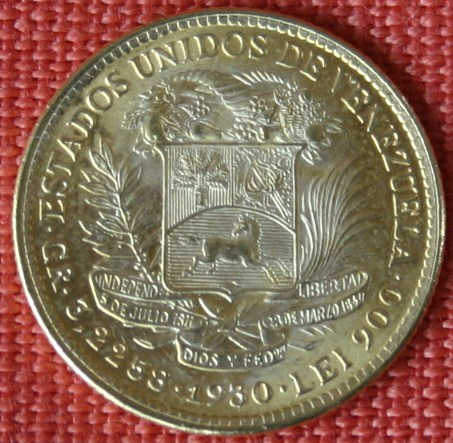
Goldmünze von 1930 Estados Unidos de Venezuela, Vereinigte Staaten von Venezuela

### Cipriano Castro (1899–1908)
Im Jahr 1899 erlangte der aus dem Bundesstaat Táchira stammende Cipriano Castro durch eine Invasion („Invasion der Sechzig“) von Kolumbien aus und durch einen Putsch gegen Ignacio Andrade die Macht. Seine Regierungszeit gilt vor allem als Beginn des Endes des sogenannten „Caudillismo“, in dem sich seit der Unabhängigkeit im Jahr 1821 lokale und regionale Herrscher („Caudillos“) die Macht aufgeteilt hatten. Unter Castro wurde das Nationale Heer (Ejercito Nacional) ins Leben gerufen und gegen die Einzelinteressen der Caudillos benutzt. Gleichzeitig wurden Waffen außerhalb der Armee konfisziert, die regionalen Armeen aufgelöst und das Heer modernisiert. Die Strukturen, die Cipriano Castro in den Jahren seiner Regierungszeit aufbaute gelten als der Beginn des Gomecismo, dem System des Diktators Juan Vicente Gómez. Dieser, Freund Castros und Divisionsgeneral in seiner Regierung, übernahm 1908 durch einen Putsch die Macht, als sich Castro wegen gesundheitlicher Probleme zur Behandlung außer Landes befand.
Ein Konflikt dieser Zeit war die Venezuela-Krise 1902/03, als mehrere europäische Großmächte mit einer militärischen Intervention drohten und eine Seeblockade verhängten, da das Land seine Auslandsschulden nicht begleichen wollte – beendet wurde die Krise nur durch eine politische Intervention der Vereinigten Staaten, welche eine europäische Einmischung ablehnten.

### Juan Vicente Gómez (1908–1935)
Von 1908 bis 1935 bestimmte der so zur Macht gekommene Diktator Juan Vicente Gómez 27 Jahre lang die Geschicke des Landes. Die Diktatur wird als personalisiert und militärisch bezeichnet, da sie sich einerseits auf die Armee stützte und andererseits in allen Belangen auf die Person des Diktators zugeschnitten war, der mit eiserner Hand das Land regierte. Auch wenn gewisse repräsentative Strukturen weiter bestehen blieben und während seiner Amtszeit sogar zwei andere Männer (Victorino Márquez Bustillos 1914–1915, Juan Bautista Pérez 1929–1931) das Präsidentenamt ausübten, lief alles über die Person Gómez, der zu keiner Zeit die Fäden aus der Hand gab. Dies zeigt sich unter anderem in der Tatsache, dass Großteile der Führungselite der Diktatur aus den Andenstaaten, besonders aus Táchira kamen: In einem engen Netz aus sozialen Beziehungen sorgte Gómez dafür, dass seine Interessen durchgesetzt wurden. So gehörten zu den Bedingungen für höhere Ämter im Staat fast immer die Zugehörigkeit zum Militär und die Herkunft aus den Anden. Die Gómez-Diktatur zeichnete sich durch massive Repression gegen die Opposition und die Korruption der Führungselite aus. Ihr Ende fand sie erst im Jahr 1935 als Gómez im Alter von 78 Jahren starb.
In einen Putschversuch gegen Gómez im August 1929, initiiert durch General Román Delgado Chalbaud, wurde auch das Deutsche Reich involviert, da die Putschisten den gecharterten deutschen Dampfer Falke für einen Überfall auf den Hafen Cumaná benutzten, wobei Delgado im Kampf gegen Regierungstruppen fiel. Die venezolanische Regierung protestierte in Berlin gegen die Teilnahme des deutschen Schiffes an dem Unternehmen, allerdings konnte die Reichsregierung glaubhaft versichern, weder direkt noch indirekt an dem Unternehmen beteiligt gewesen zu sein.

### Aufstieg der Ölindustrie
In den ersten drei Jahrzehnten des 20. Jahrhunderts begann der boomhafte Aufstieg der venezolanischen Ölindustrie. Erdöl war als Naturprodukt bereits der präkolumbischen Bevölkerung bekannt, die den an der Erdoberfläche vorkommenden Rohstoff zur Beleuchtung sowie zur wasserfesten Abdichtung von Kanus benutzte. Unter Präsident Gómez wurden Konzessionen zur Exploration, zur Förderung sowie zur Raffinierung von Erdöl meist an Günstlinge erteilt, meistens wurden diese Konzessionen jedoch an ausländische Gesellschaften weitergegeben. 1917 lief die Erdölförderung aus modernen Bohranlagen an. 1918 wurde Erdöl erstmals in den offiziellen staatlichen Exportstatistiken aufgeführt, und zwar mit einem Volumen von rund 21.000 Tonnen. Nur zehn Jahre später war Venezuela der größte Ölexporteur Südamerikas und der zweitgrößte Ölproduzent der Erde nach den USA. Der Aufstieg der Ölindustrie ging so schnell vonstatten, dass die venezolanische Wirtschaft unter dem Paradoxon der Holländischen Krankheit zu leiden begann. So schrumpfte der Anteil der landwirtschaftlichen Produktion an der Gesamtwirtschaftsleistung Venezuelas von einem Drittel in den 1920er Jahren auf ein Zehntel in den 1950er Jahren.

### Eleazar López Contreras (1935–1941)
Nach Gómez’ Tod wurde das politische System des Landes schrittweise liberalisiert, war aber noch über Jahre hin von den Strukturen und Persönlichkeiten des Gomecismo durchsetzt. Die provisorische Nachfolge des Präsidenten übernahm im Jahr 1935 der aus Táchira stammende Militär Eleazar López Contreras, der dann am 19. April 1936 vom Kongress zum Präsidenten gewählt wurde. In der Interimszeit forderte die gestärkte Opposition die Realisierung demokratischer Rechte, die zum Teil von der Regierung López’ gewährt wurden. So wurden politische Gefangene aus den Gefängnissen entlassen, den Exilierten die Rückkehr erlaubt, die Amtszeit des Präsidenten von sieben auf fünf Jahre verkürzt und Gewerkschaften und öffentliche Versammlungen zugelassen.

### Isaías Medina Angarita (1941–1945)
Dieser Trend wurde von der folgenden Regierung unter dem 1941 gewählten Isaías Medina Angarita (ebenfalls Militär und Tachirense) fortgesetzt. So wurde im Juni 1941 die sozialdemokratische Partei Acción Democrática (AD) und im Oktober 1945 die Kommunistische Partei legalisiert und im April eine Verfassungsreform durchgesetzt. Diese etablierte die direkte Wahl der Parlamentsabgeordneten durch alle Männer über 21 und die Beteiligung von Frauen an den Wahlen der Gemeinderäte und strich den Absatz 6 des Artikel 32 der alten Verfassung, der „kommunistische und anarchistische Propaganda“ unter Verbot gestellt hatte. Jedoch wurde die von der Opposition geforderte universelle, freie und direkte Wahl des Präsidenten nicht verwirklicht und auch das Frauenwahlrecht nur eingeschränkt eingeführt. Die Unzufriedenheit über diese Mängel bei den politischen Parteien und, aus anderen Gründen, bei Teilen des Militärs, führte am 18. Oktober 1945 zu einem Putsch gegen die Regierung Medina Angaritas.

### Rómulo Betancourt, Rómulo Gallegos (1945–1948)
Mit dem Putsch wurde der Revolutionäre Regierungsrat (Junta Revolucionaria de Gobierno) eingerichtet, die unter dem Vorsitz von Rómulo Betancourt (AD) aus fünf zivilen und zwei militärischen Vertretern bestand (Zivile: Rómulo Betancourt (AD), Raúl Leoni (AD), Gonzalo Barrios (AD), Luis Beltrán Prieto Figueroa (AD), Edmundo Fernández, Militärs: Carlos Delgado Chalbaud und Mario Ricardo Vargas). Die neue De-facto-Regierung setzte relativ schnell die vorher versprochenen Reformen zur Demokratisierung und Bekämpfung der Korruption um, richtete am 27. November 1946 eine Prüfungskommission ziviler und administrativer Verantwortung (Jurado de Responsabilidad Civil y Administrativa) ein und berief für Dezember 1946 Wahlen zu einer verfassunggebenden Versammlung.
Das Wahlgesetz von 1945 konzedierte erstmals den Frauen das Recht, an Wahlen zu kommunalen Vertretungskörperschaften teilzunehmen. Am 28. März 1946 wurden das allgemeine, gleiche und direkte Wahlrecht etabliert. Damit waren das aktive und passive Frauenwahlrecht erreicht.
Am 14. Dezember 1947 wurde zum ersten Mal in der Geschichte Venezuelas der Präsident von allen Männern und Frauen über 18 gewählt – einschließlich Analphabeten. Für die Wahl hatte der Revolutionäre Regierungsrat vereinbart, dass keines ihrer Mitglieder kandidieren würde. So gewann Rómulo Gallegos (AD) mit knapp 75 % der Stimmen die Wahlen vor den Kandidaten Rafael Caldera (COPEI, 22,4 %) und Gustavo Machado (PCV, 3,2 %) und wurde Anfang 1948 zum neuen Präsidenten vereidigt. Seine Regierungszeit endete jedoch bald. Am 24. November 1948 putschten die Militärs des Revolutionären Regierungsrats erneut, diesmal gegen die vorher von ihnen unterstützte Regierung.

### Militärregierungen von 1948 bis 1958
Ab November 1948 regierte eine Militärregierung das Land, zuerst unter dem Vorsitz von Carlos Delgado Chalbaud (Amtszeit 1948–1950), nach dessen Ermordung 1950 von Germán Suárez Flamerich (Amtszeit 1950–1952). Im Jahr 1952 wurden Präsidentschaftswahlen angesetzt, aus denen Jóvito Villalba (URD) als Gewinner hervorging, dessen Sieg die Militärregierung jedoch nicht anerkannte und stattdessen Marcos Pérez Jiménez (Amtszeit 1952–1958) zum Präsidenten ernannte. Dieser regierte das Land diktatorisch, bis er am 23. Januar 1958 gestürzt wurde. Im April 1953 wurde Pérez Jiménez von der Militärjunta zum Präsidenten auf fünf Jahre erklärt. Während seiner Amtszeit wurde die Presse stark zensiert. Die Dirección de Seguridad Nacional – Abteilung der Nationalen Sicherheit – nahm kontinuierlich Oppositionelle fest. Sie wurden oft im Gefängnis von Guasina festgehalten und manchmal dort hingerichtet. Pérez Jiménez’ Regierung wurde von den Vereinigten Staaten wegen ihrer Haltung gegen Kommunismus und Sozialismus unterstützt. In den fünf folgenden Jahren investierte diese Regierung intensiv in Bauprojekte. Im Dezember 1957 organisierte die Regierung ein Plebiszit, um Pérez Jiménez eine neue Amtszeit zu gewähren. Pérez Jiménez gewann deutlich, auch wenn die Bevölkerung von Betrug sprach. Am 1. Januar 1958 kam es zu einem ersten Putschversuch gegen Pérez Jiménez.

### Einwanderungswellen
Nach dem Ende des Zweiten Weltkrieges wanderten viele Europäer nach Venezuela ein. In den Vierzigern und Fünfzigern kamen über 300.000 Italiener. Viele Portugiesen kamen dazu. Die größte Anzahl europäischer Einwanderer war aber die der Spanier.

## Regierungen von Rómulo Betancourt (1958) bis Hugo Chavez (1999)
1958 wurde der Diktator Marcos Perez Jiménez gemeinsam von der sozialdemokratischen Acción Democrática und der Kommunistischen Partei gestürzt. Nach dem Sturz brach die AD jedoch mit den Kommunisten und verbündete sich mit der christdemokratischen COPEI. Beide Parteien vereinbarten mit dem Puntofijo-Abkommen, Wahlergebnisse zu respektieren. Von diesem Abkommen wurde allerdings die Kommunistische Partei Venezuelas ausgeschlossen.
Die enttäuschte und isolierte Kommunistische Partei begann einen Guerillakrieg, wurde aber im Laufe der 1960er Jahre entweder von der Allianz assimiliert oder militärisch zerschlagen. Bei den ersten freien Wahlen wurde Rómulo Betancourt, von Acción Democrática, gewählt. Er war Präsident von 1958 bis 1964.
Im Jahr 1958 waren 56,8 % der Bevölkerung Analphabeten. In den folgenden Jahrzehnten investierten die verschiedenen Regierungen in Bildung, auch wenn die Maßnahmen nicht immer effizient implementiert wurden. Im Jahr 1958–1959 errichtete die Regierung eine Reihe von Organisationen, um den Analphabetismus zu bekämpfen: so entstanden die Centros Colectivos de Alfabetización, die Legiones Alfabetizadoras y cívicas, der Plan de Cuarteles und die Reisenden Lehrer. Folgende Tabelle zeigt die Zahl der alphabetisierten Erwachsenen aufgrund der staatlichen Programme:
| 1958–1959 | 1959–1960 | 1961–1961 | 1962–1963 | 1963–1964 | 1964–1965 | 1965–1966 | 1966–1967 | 1967–1968 |
| --------- | --------- | --------- | --------- | --------- | --------- | --------- | --------- | --------- |
| 309.689   | 263.136   | 239.615   | 146.759   | 94.387    | 112.380   | 90.615    | 86.061    | 50.599    |

Im Jahr 1991 betrug die Alphabetisierungsrate 90,61 % und im Jahr 2001 konnte schon 93,5 % der Bevölkerung lesen und schreiben.

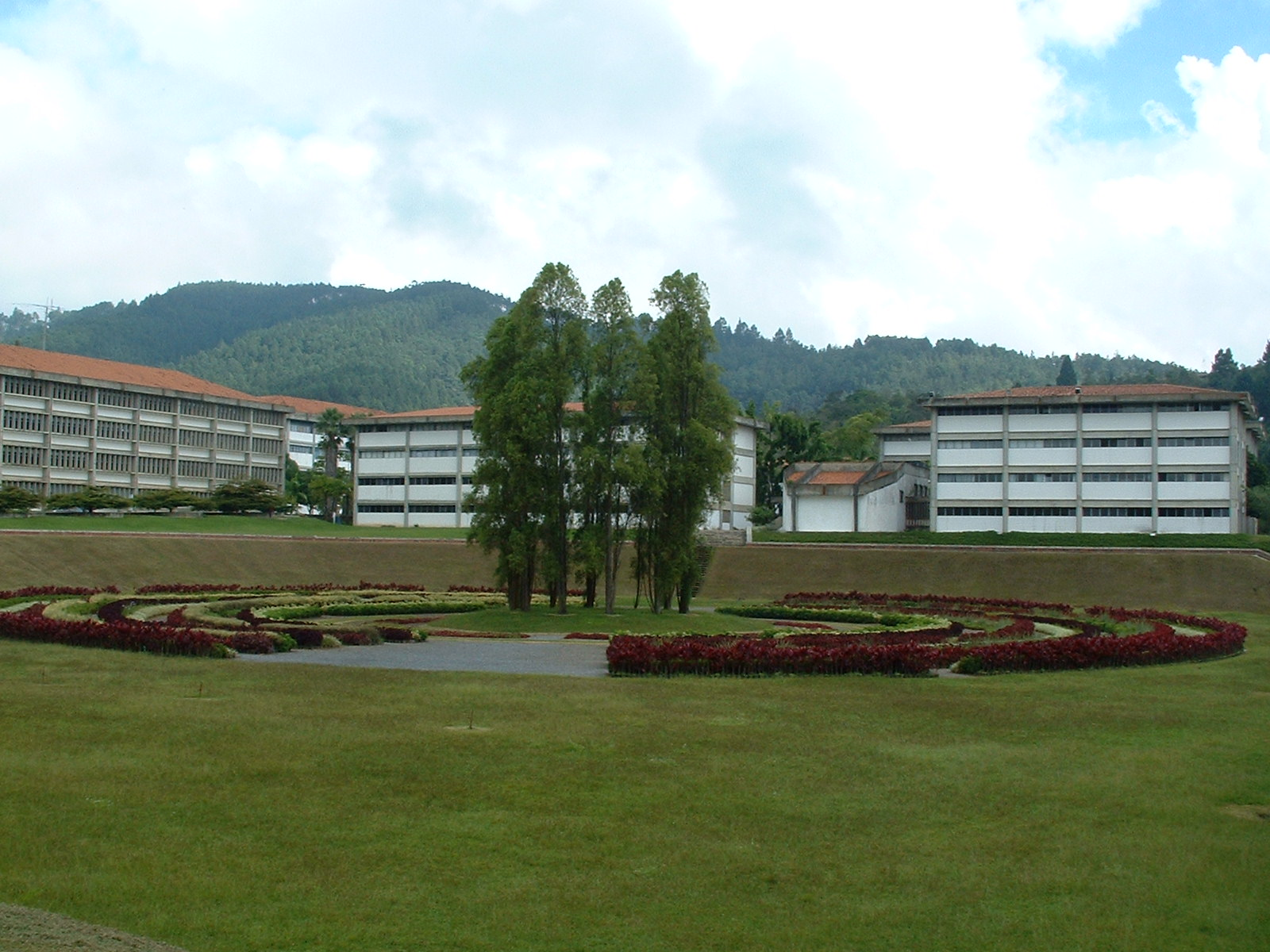
Die im Jahr 1967 gegründete Simón-Bolívar-Universität

Von 1964 bis 1969 regierte Raúl Leoni, auch von Acción Democrática. Während seiner Amtszeit wurde der Bildungshaushalt um 98 % erhöht. Die Regierung verabschiedete dazu ein Gesetz für Soziale Sicherheit. Unter anderem wurde die Universidad Simón Bolívar eröffnet und die erste Brücke über den Orinoco, die Angosturabrücke, fertig gestellt.
Die Wirtschaft wuchs 6,5 % jährlich. Die Industrie wuchs jährlich 7,5 %. Die Währung, der Bolívar, blieb stabil und die Inflation betrug etwa 1,4 % jährlich. Leoni reduzierte die öffentlichen Ausgaben. Die Arbeitslosigkeit sank von 14,2 % im Jahr 1962 auf 6,4 % 1968.

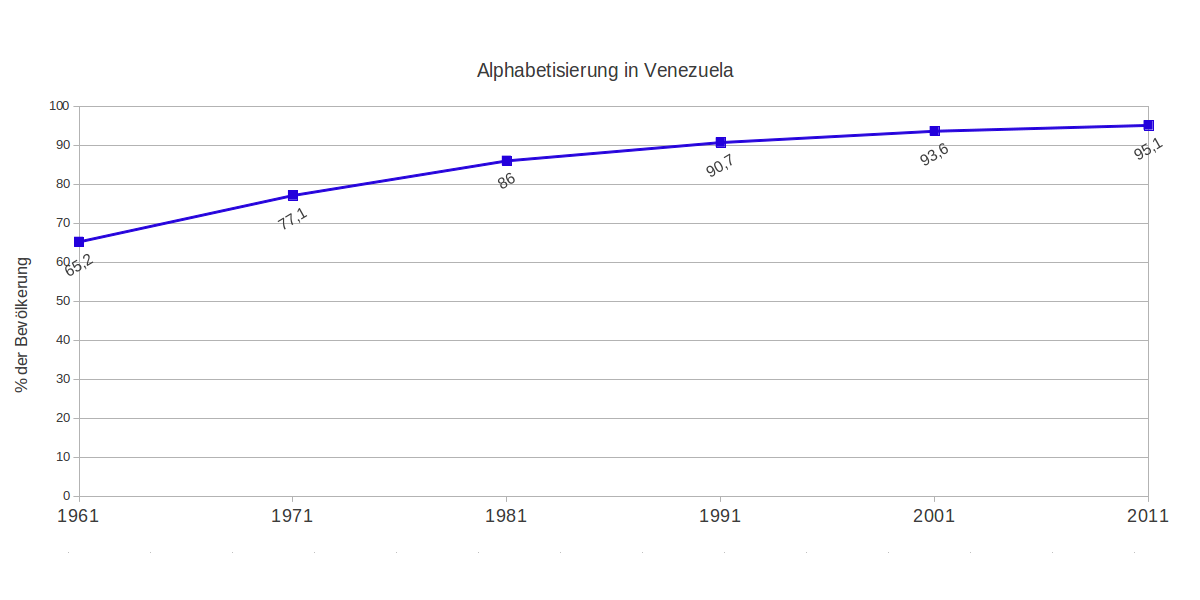
Die Alphabetisierungsrate wuchs gründlich zwischen 1958 und 2001

Die Wahlen von 1968 führten zum ersten demokratisch legitimierten Machtwechsel, Präsident wurde der christdemokratische Rafael Caldera. Er verfügte eine Generalamnestie für die immer noch zahlreich vorhandenen Guerilla-Kämpfer. Im Jahr 1969 entschied die Kommunistische Partei Venezuelas, an den Wahlen teilzunehmen und zwar als eine neue Partei mit dem Namen Unión Para Avanzar. Rafael Caldera beschloss im selben Jahr, die Kommunistische Partei Venezuelas zu legalisieren.
1973 schloss sich Venezuela der Andengemeinschaft an, die seit 1969 die wirtschaftliche Entwicklung der Region steuern sollte. Im selben Jahr gewann der Sozialist Carlos Andrés Pérez die Wahl zum Staatspräsidenten.
Er führte das Studentenprogramm Gran Mariscal de Ayacucho ein, das tausenden Studenten erlaubte, in ausländischen Universitäten zu studieren. Pérez errichtete neun Nationalparks. Er verstaatlichte im Jahr 1975 die Eisenindustrie.
Venezuela gründete mit anderen erdölfördernden Staaten die OPEC. Der Ölpreis vervierfachte sich in der Folgezeit. An der venezolanischen Regierung wechselten sich Demokratische Aktion und die Christsozialen ab.
Nach der Ölkrise von 1973 stiegen in der ersten Amtszeit von Carlos Andrés Pérez (1974 bis 1979) die Einkünfte des Landes aus dem Erdölexport rapide und das Land wurde eines der wohlhabendsten Länder Südamerikas, „[…] durch den Verkauf von Erdöl hat Venezuela von 1973 bis 1983 rund 240 Milliarden Dollar eingenommen“ (Arturo Uslar Pietri); die damit einhergehende Verteilungspolitik führte zu einer für lateinamerikanische Verhältnisse außerordentlich hohen politischen Stabilität des Landes.
Carlos Andrés Pérez errichtete im Jahr 1975 die Stiftung Fundayacucho, mit der seitdem Tausende Studenten Stipendien für Inlands- und Auslandstudien erhalten haben.
1976 wurde die Ölindustrie verstaatlicht.
In den Wahlen von 1979 gewann der Christdemokrat Luís Herrera Campíns die Präsidentschaft. Die Ölpreise verdreifachten sich während der zweiten Erdölkrise, was zu zusätzlichen Einnahmen führte. Dennoch bekam die Regierung die Auslandsschulden nicht in den Griff, auch weil der Ölpreis ab 1983 wieder einbrach.
Schon seit 1979 stagnierte die Wirtschaft und rutschte kurz darauf in die Rezession ab. Am 18. Februar 1983 wurde der Bolívar abgewertet (der alte Kurs von 4,3 Bolívar pro Dollar wurde durch ein System multipler Wechselkurse ersetzt), eine massive Kapitalflucht setzte ein, und die Auslandsschulden Venezuelas stiegen Anfang 1983 auf 30 Mrd. US-Dollar.
Mit dem eklatanten Verfall des Ölpreises seit 1983 brachen die Einkünfte jedoch weg und da es keine Investitionen in andere Wirtschaftszweige gegeben hatte, die die drastisch sinkenden Erdöleinnahmen zu kompensieren vermochten, führte dies, gemeinsam mit den immer höher werdenden Auslandsschulden (1993 etwa 35 Milliarden Dollar), zu einer anhaltenden Wirtschaftskrise. Darum war es leichtes Spiel für Acción Democrática, bei den nächsten Wahlen, am 4. Dezember 1983, zu gewinnen.

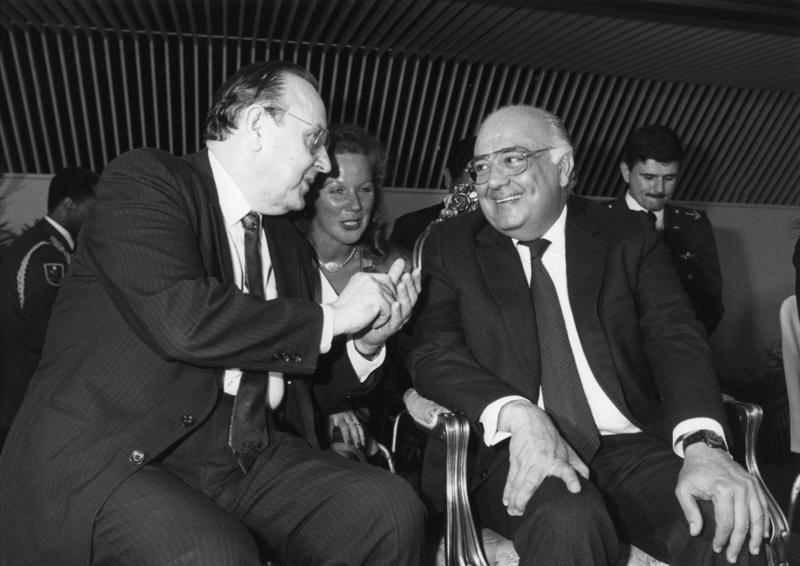
Genscher und Lusinchi

Am 4. Februar 1984 begann Jaime Lusinchi seine Amtszeit. Er versuchte durch eine expansive Wirtschaftspolitik Stabilität zu erreichen. Am Ende war Venezuela so gut wie bankrott.
Im Jahr 1989 wurden 12 Fischer in El Amparo, Apure, von den venezolanischen Streitkräften unter unklaren Umständen umgebracht und als Guerillakämpfer dargestellt, was später zu einem Skandal führte. An diesem Massaker soll u. a. Ramón Rodríguez Chacín, späterer Minister der Chávez-Regierung, beteiligt gewesen sein.
Der am 26. Februar 1989, während der zweiten Amtszeit Carlos Andrés Pérez’ (1989–1993) als Folge von Weisungen des Internationalen Währungsfonds angekündigte neoliberale Wirtschaftskurs führte ab dem 27. Februar 1989, ausgelöst durch eine Preiserhöhung im öffentlichen Verkehr, zum sogenannten Caracazo. Die ersten Unruhen fanden in Guarenas statt. Von den Barrios, den Slums der Hauptstadt, ausgehend, kam es über mehrere Tage zu schweren Aufständen und Plünderungen der Innenstädte und Einkaufszentren. Die Regierung Pérez ließ die Aufstände von Polizei und Militär gewaltsam niederschlagen. Zwischen 180 und 5.000 Menschen kamen dabei ums Leben. Verschiedene Nichtregierungsorganisationen haben bis jetzt kritisiert, dass die Regierung keine unabhängige Kommission für die Untersuchung der Verbrechen zugelassen hat.
Über zwei Jahre später, im Jahr 1992, kam es zu zwei blutigen Putschversuchen gegen die Regierung Pérez. Hugo Chávez führte den ersten Putschversuch am 4. Februar 1992. Chávez scheiterte und wurde festgenommen, nach zwei Jahren Haft aber freigelassen. Bei diesem Putschversuch kamen mehrere Zivilisten und Militärs ums Leben. Der zweite Versuch fand am 27. November statt und wurde von Militärs durchgeführt, die Chávez unterstützten und beim ersten Versuch nicht entdeckt worden waren.
1993, einem Jahr mit volkswirtschaftlichem Minuswachstum, wurde schlussendlich der Präsident Carlos Andrés Pérez durch den Obersten Gerichtshof wegen Veruntreuung und Korruption abgesetzt.
Durch die Wahlen 1994 wurde Rafael Caldera neuer Präsident. Bis 1998 gelang ihm zwar die politische Stabilisierung, der Wirtschaftskrise wurde aber auch er nicht Herr. So lag bei seinem Amtsantritt 1994 die Inflationsrate bei 71 %, es gab eine schwere Währungskrise und einen Zusammenbruch des Bankensystems. Die Erdölpreise waren auch auf einen historischen Tiefpunkt gesunken, wodurch der Staat viel weniger Einnahmen erzielte als je zuvor.

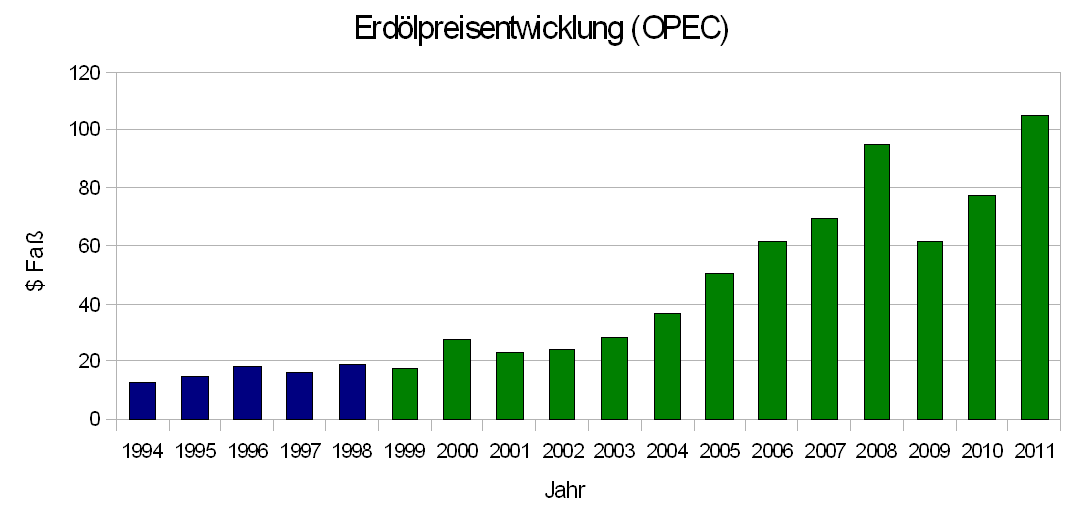
Die Erdölpreise prägten die politische Entwicklung in den Jahren vor 2014 durch die in Venezuela sprudelnden Devisen

## Präsidentschaft von Hugo Chávez (1999 bis 2013)

### Erste Amtsperiode
Im Dezember 1998 wurde Hugo Chávez mit einem Stimmenanteil von 56 % zum Präsidenten gewählt. Seine erklärten Ziele waren unter anderem die Schaffung und Stärkung möglichst direkter Demokratie sowie die nationale und ökonomische Unabhängigkeit. Henrique Salas Römer erzielte 31,48 % der Stimmen. Die beiden etablierten Parteien (COPEI und Acción Democrática), denen er Vetternwirtschaft und Korruption vorwarf, erlitten dabei massive Stimmenverluste und erhielten nurmehr 9 % Zustimmung. Im Dezember 1999 wurde eine „bolivarische“ Verfassung durch ein Referendum beschlossen und am 29. Dezember 1999 die Bezeichnung Bolivarische Republik angenommen.

### Zweite Amtsperiode
Am 30. Juli 2000 wurde Chávez mit fast 60 % der abgegebenen Stimmen im Amt bis 2006 bestätigt. Im April 2002 versuchte die Opposition durch Proteste einen Rücktritt von Hugo Chávez und vorgezogene Neuwahlen zu bewirken. Dabei kam es zu Schießereien, bei denen insgesamt 19 Menschen starben, darunter sowohl Chávez-Anhänger als auch -Gegner. Die Oppositionssender behaupteten, es seien Oppositionsanhänger angegriffen und getötet worden.
Kurz darauf setzte das Militär Chávez ab und an seiner Stelle Pedro Carmona als Übergangspräsidenten ein, flankiert durch eine Kampagne der privaten Medien. Dies löste Massenproteste von Millionen Chávez-Anhängern aus; der Putsch scheiterte, seine Anführer wurden festgenommen und Chávez wieder als Präsident eingesetzt.
Nach erneuten Protesten der Chávez-Gegner begann am 3. Dezember 2002 der längste Generalstreik der venezolanischen Geschichte. Er hatte teilweise Züge einer Aussperrung, da er unter anderem durch die Unternehmerverbände initiiert wurde. Im Februar 2003 wurde der Streik erfolglos beendet.

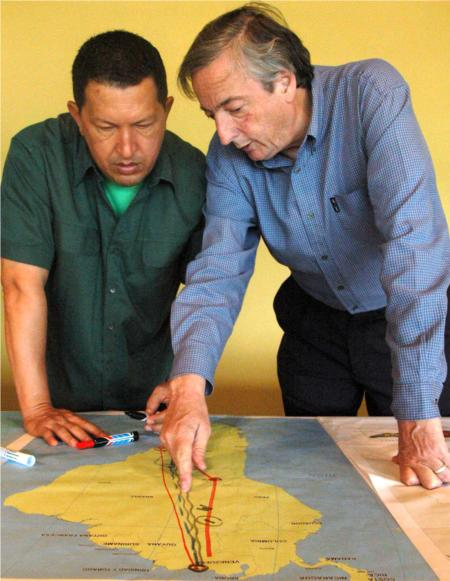
Chávez (links) plante mit seinem argentinischen Amtskollegen Néstor Kirchner eine Erdgasleitung durch Südamerika

Am 3. Juni 2004 gab der Präsident des Nationalen Wahlrats (Consejo Nacional Electoral)(CNE), Francisco Carrasquero bekannt, dass von 3,4 Millionen von der Opposition für ein Referendum gegen Chávez gesammelten Stimmen 2,54 Millionen anerkannt würden; das Referendum werde mit 15.738 Stimmen Überschuss zugelassen. Bei dem Referendum am 15. August 2004 waren etwa 58 % aller Wahlberechtigten gegen eine Amtsenthebung von Hugo Chávez und somit gegen Neuwahlen. Die Wahlbeteiligung betrug laut der Wahlkommission 69,92 %. Nach ersten Zahlen bescheinigten internationale Wahlbeobachter, unter ihnen der amerikanische Ex-Präsident Jimmy Carter, der Wahl einen einwandfreien Verlauf. Als zentraler Faktor für Chávez’ Erfolg galt die wirtschaftliche Erholung des Landes. Nach der Bekanntgabe des Ergebnisses kam es zu Ausschreitungen in Caracas.
Die EU sandte eine Gruppe von Beobachtern. Einer von ihnen, der spanische Abgeordnete Willy Meyer Pleite (Izquierda Unida) bezeichnete die Wahl in Venezuela als „massiv, ordentlich und fröhlich“. Ein anderer Beobachter kritisierte u. a. die Tatsache, dass Beobachter aufgrund eines Überfalls von einem von ihnen am Anfang bis zum Tag der Wahlen im Hotel blieben und dass mehr Stimmen in den Wahlmaschinen vorkamen als Unterschriften bei den Wählerlisten.
Am 4. Juli 2006 unterzeichnete Venezuela den Beitritt zum Wirtschaftsbündnis Mercosur. Tatsächlich Mitglied wurde es erst im Juli 2012.

### Dritte Amtsperiode
Bei der Präsidentschaftswahl 2006 gewann der Kandidat Hugo Chávez mit 62,84 % der abgegebenen Stimmen. Erklärtes wichtiges Vorhaben der neuen Regierung war die Wiederverstaatlichung der in den 1980er und 1990er Jahren im Zuge einer neoliberalen Politik privatisierten Betriebe und Ölfelder. Eine diesen Weg unterstützende Verfassungsreform, welche auch unter anderem die unbegrenzte Wiederwahlmöglichkeit für den Präsidenten vorsah, wurde im Dezember 2007 jedoch von 50,7 % der Abstimmenden abgelehnt. Chávez bezeichnete in einer nationalen Fernsehsendung kurz darauf den Sieg der Opposition als Scheißsieg. Er erklärte ferner, er würde über dieselben Reformen wieder abstimmen lassen. „Wenn man Unterschriften sammelt, kann diese Reform wieder einem Referendum unterzogen werden, unter anderen Bedingungen, zu einem anderen Zeitpunkt, an diesem Ort, der Venezuela heißt“.
Chávez ließ Anfang 2009 wieder über die unbegrenzte Wiederwahlmöglichkeit bei einem neuen Referendum abstimmen und gewann diesmal.
Venezuela spielte auch eine Rolle bei der Gründung der Union Südamerikanischer Nationen im Jahr 2008.
Im Jahr 2010 erklärte Hugo Chávez, dass er 2012 wieder kandidieren wolle. Er sagte ferner, dass die PSUV keine internen Wahlen durchzuführen brauche, um ihn als Kandidat zu haben, denn das wäre Zeitverlust.
Am 26. September 2010 fand die Wahl der Nationalversammlung statt. Die Opposition, die im Jahr 2005 die Wahlen boykottiert hatte, trat wieder an. Die PSUV und die PCV bekamen 98 Sitze mit einem Stimmenanteil von 48,13 %, der Mesa de la Unidad Democrática (Tisch der demokratischen Einheit, MUD) erzielte 65 Sitze bei einem Stimmenanteil von 47,22 % und Patria Para Todos bekam 2 Sitze für 3,14 % der Stimmen.
Es gab zahlreiche Beschwerden über Gerrymandering, weil der 'nationale Wahlrat' die Wahlkreise kurz davor geändert hatte.
Später erklärte Patria Para Todos, dass sie den 'Tisch der demokratischen Einheit' unterstützen werde.
Die Menschenrechtsorganisation Provea hat kritisiert, dass einer der für die PSUV gewählten Abgeordneten, Róger Cordero Lara, einer der Militärs war, der am Cantaura-Massaker von 1982 beteiligt war.
Im Jahr 2010, kurz nachdem die Ergebnisse der Wahlen für die Nationalversammlung bekannt wurden, hat die austretende Nationalversammlung, die fast ausschließlich aus Chávez-Anhängern bestand, ein Ermächtigungsgesetz für den Präsidenten verabschiedet, um „die großen Schäden der Unwetter besser bewältigen zu können“. Seitdem verabschiedete Chávez 54 Gesetze. Dies wurde oftmals von der Opposition und anderen kritisiert. Chávez selbst sagte, er tue das nur, um den Abgeordneten zu helfen.
Dieselben Abgeordneten führten ein neues Gesetz ein, wonach jeder Abgeordnete, der den Vorgaben seiner Partei entgegentritt oder sich einer anderen Fraktion anschließt, wegen „Betrugs“ mit dem Ausschluss bestraft wird. Bis dahin waren Abgeordnete weder an Aufträge noch an Anweisungen ihrer Partei oder irgendeiner Organisation gebunden und nur ihrem Gewissen unterworfen. Dies wurde ebenso von der Opposition heftig kritisiert.
Jahrelang hatte Chávez Enteignungen vieler Industrien vorangetrieben.
Venezuelas Kriminalität ist in der Ära Chávez drastisch gestiegen: Im Jahr 1998 betrug die Mordrate 19,61 und im Jahr 2000 schon 33,15 pro 100.000 Einwohner. Im Jahr 2010 betrug sie 58 pro 100.000 (etwa 17.000 Morde); 2011 (19.336 Morde) war sie noch höher. Damit hat Venezuela die höchste Mordrate Südamerikas. Man diskutierte, inwieweit die Bevölkerung die Steigerung der Kriminalität mit Chávez in Verbindung bringen würden.
Venezuela war von Korruptionsaffären überschüttet. Unter den bekanntesten zählt man die Plan-Bolívar-2000-Affäre, die Barrueco-Affäre, die PDVAL-Affäre, die Aponte-Affäre und die Behandlung von FONDEN, von einem Fond für die nachhaltige Entwicklung Venezuelas.
Das Land erreichte sehr schlechte Stellen in Korruptionsindexen. Transparency International zufolge war Venezuela ab dem Jahr 2012 das korrupteste Land Lateinamerikas.

### Vierte Amtsperiode
Die Opposition – Mesa de la Unidad – organisierte offene Vorwahlen, um am 12. Februar 2012 ihren Kandidat für die Präsidentschaftswahl 2012 zu bestimmen. Gewählt wurde Henrique Capriles. Am 7. Oktober 2012 wurde Chávez für 6 Jahre wieder gewählt.
Mitte Dezember 2012 fanden neue Regionalwahlen statt. Die Kandidaten der Regierungspartei gewannen in 20 der 23 Bundesstaaten. 12 von ihnen sind Militärs, was bei der Opposition Kritik hervorruft.
Chávez erklärte Anfang Dezember 2012, dass er wieder Krebs habe und kürte Nicolás Maduro als seinen Nachfolger, falls er nicht weiter regieren könne.
Am 5. März des Jahres 2013 verstarb Chávez in Caracas.

## Präsidentschaft Maduros (seit 2013)

### Erste Amtsperiode (2013 – 2018)
Nicolás Maduro war von 2006 bis zum 16. Januar 2013 Außenminister und vom Oktober 2012 Vizepräsident. Er führte für den erkrankten Chávez die Amtsgeschäfte. Seit dem Tod von Chávez bis nach den Präsidentschaftswahlen führte er sie als amtierendes Staatsoberhaupt weiterhin, obwohl eine Entscheidung des Verfassungsgerichts darüber, ob die Aufgabe nicht stattdessen Diosdado Cabello in seiner Funktion als Parlamentspräsident zustehe, noch ausstand.
Am 14. April 2013 kam es zu Neuwahlen, die Maduro mit 50,66 % der Stimmen gegen Herausforderer Henrique Capriles (49,06 %) gewann.
Während des Wahlkampfes wurden Opposition und Medien erheblich eingeschüchtert und behindert. Das Resultat der nur von wenigen internationalen Beobachtern begleiteten Wahl wurde angezweifelt, führte zu Protesten, und wurde nach einigem Hin und Her schlussendlich nicht durch eine Nachzählung verifiziert
Ende November wurde Maduro vom Parlament, das von seiner Partei dominiert ist, per Ermächtigungsgesetz mit umfangreichen Vollmachten ausgestattet, das es ihm erlaubt, für zwölf Monate mit Dekreten und ohne Parlamentsbeteiligung zu regieren. Für die notwendige Dreifünftel-Mehrheit wurde einer oppositionellen Abgeordneten das Mandat entzogen. Stattdessen stimmte ein regierungstreuer Parlamentarier ab. Schon Vorgänger Chávez konnte große Teile seiner Amtszeit mit Dekret-Vollmachten regieren.

#### Versorgungskrise ab 2013
Im Jahr 2014 betrug die Inflation 64 Prozent. Als Grund nannte Maduro eine „Verschwörung der USA“ durch tief gehaltene Ölpreise. Der offizielle Kurs des Bolívar gegenüber dem Dollar betrug seit Jahren 6,3 Bolívares; auf dem Schwarzmarkt wurde Anfang 2015 das 30fache bezahlt. Für 21.000 Produkte und Dienstleistungen gab es bis dahin staatlich festgesetzte Preise, Güter der Grundversorgung fehlten. Da es vor allem auch an Grundnahrungsmitteln fehlte, litten die Menschen teilweise bereits Hunger. Vor großen Supermärkten wurden Soldaten der Nationalgarde stationiert. Fitch stufte die Staatsanleihen auf dem tiefsten Niveau CCC ein. Im Februar 2014 wurde Venezuela von einer Protestwelle gegen Staatschef Nicolás Maduro erschüttert. Nach offiziellen Angaben kamen mindestens 42 Menschen während ihrer gewaltsamen Niederschlagung sowohl auf Seiten der Regierungsgegner als auch auf Seiten ihrer Anhänger ums Leben. Mindestens 785 Menschen wurden verletzt. Zudem gab es rund 2.200 Verhaftete, darunter 58 Ausländer, unter dem Vorwurf, Unruhen im Land zu schüren. Grund für die Proteste seien eine hohe Inflation, eine verbreitete Korruption sowie die hohe Kriminalität im Land. Im Februar 2015 wurde, obschon sie sich nicht verändert hatte, nicht mehr die Kriminalität als größte Sorge eingestuft, sondern die Versorgungslage. Die Regierung übte sich in Blick auf die Parlamentswahlen in der Rhetorik von Komplott und Putschversuch der „rechtsextremen Opposition“. Unter solchen Vorbehalten wurde am 19. Februar 2015 einer der prominentesten Oppositionspolitiker, der Bürgermeister der Hauptstadt Caracas, Antonio Ledezma verhaftet. Die Bischofskonferenz nannte mittlerweile das totalitäre System als das zentrale Problem. Verlöre der Präsident den Rückhalt der Armee, der Nationalgarde, der Colectivos (paramilitärische Gruppierungen) oder Teilen davon, wäre ein kritischer Punkt für einen Militärputsch erreicht.
Bei den Parlamentswahlen 2015 erreichte ein Oppositionsbündnis eine Zweidrittelmehrheit. Der Oberste Gerichtshof Venezuelas erklärte jedoch die Wahl von vier Abgeordneten der Region Bolivar (darunter drei der Opposition) für ungültig, womit die Opposition die Zweidrittelmehrheit wieder verlor. Auch im Mai 2018 war der Bundesstaat immer noch nicht vertreten und keine Untersuchung zu den ursprünglichen Vorwürfen durchgeführt worden. Im Februar 2016 wurde widerrechtlich und ohne die dafür erforderliche Zustimmung des Parlaments der Ausnahmezustand deklariert. Obschon dies laut Verfassung nur zeitlich limitiert möglich ist, sei er von Maduro eigenmächtig „jedes Mal, wenn die Maximaldauer überschritten wird, verlängert“ worden, dies bis mindestens Mai 2018.
Ebenfalls im Februar 2016 erhöhte die Regierung die „absurd“ tiefen Benzinpreise um bis zu 6000 Prozent. Damit kostete eine Tankfüllung nun den Gegenwert einer Dose Bier (eine ähnliche Subventionskürzung hatte noch im Jahr 1989 zu Aufständen mit mehreren Hundert Toten geführt). Mineralwasser hingegen wurde zur Mangelware, da der staatlich regulierte Höchstpreis nicht einmal den Preis der Flaschenproduktion gedeckt hätte. Die Getreidelieferungen aus dem Ausland nahmen ab, dies wegen der Schulden des Staates bei den Lieferanten von 15 Milliarden Dollar. Nach Angaben des Apothekerverbandes waren 90 Prozent aller Medikamente Mangelware. Lebensmittel und Hygieneartikel wurden knapp. Aufgrund des Warenmangels wurde für 2016 bei einer um über 18 Prozent gesunkenen Wirtschaftsleistung eine extrem hohe Inflation von gegen 800 Prozent verzeichnet, nachdem sie für 2015 offiziell bei 141 bis 180 Prozent gelegen hatte, für Nahrungsmittel eher um 300 Prozent. Der Schwarzmarktpreis für einen US-Dollar stieg bis April 2016 auf 1150 Bolívares. Im April 2016 führte die Regierung eine vorübergehende 4-Tage-Woche ein, um den Stromverbrauch zu senken. Die größten Mobilfunk-Anbieter des Landes kündigten an, wegen unbezahlter Rechnungen künftig keine internationalen Gespräche mehr aus dem Land anzubieten. Zahlreiche Fluggesellschaften stellten ihre Linien wegen nicht zugänglicher Ticket-Einnahmen ein, Post wurde nur unregelmäßig zugestellt. Bereichen der Gesundheitsversorgung drohte aufgrund mangelnder Versorgung der Kollaps. Während dieser Versorgungskrise wurde ein großangelegtes Militärmanöver durchgeführt mit 520.000 Soldaten, Reservisten und Freiwilligen. Der oppositionelle Präsidentschaftskandidat von 2013, Henrique Capriles, meinte dazu: „Der Krieg, den man in Venezuela erklären muss, ist der gegen den Hunger.“ Zwischenzeitlich hatte Venezuela im Juli 2016 nach 11 Monaten der Abschottung die Grenze zu Kolumbien für 12 Stunden geöffnet, damit die Menschen dort einkaufen konnten – zuvor war die Grenze schon von hunderten Frauen für Lebensmittelkäufe durchbrochen worden. Ein Artikel in der Weltwoche stellte fest, es sei keine Frage, ob es eine Hungerrevolte geben würde, die Frage wäre vielmehr wann. Schon länger waren allen Erwachsenen aufgrund der Endziffern ihrer Personalausweise Tage zugeordnet worden, an denen sie regulierte Waren einkaufen durften, zwei Endziffern teilen sich dabei einen Tag. Für Juli 2016 beschrieb Jan Christoph Wiechmann im Tagesanzeiger-Magazin eine frühmorgendliche 500 Meter lange Schlange vor einem erst vier Stunden später öffnenden Supermarkt. An der offenen brasilianischen Grenze herrschte reger Einkaufsverkehr.
Seit Anfang April 2016 gab es erneut Demonstrationen im ganzen Land. Bis zu 55 Menschen sind dabei getötet worden, fast alle waren Oppositionelle. Der Nationale Wahlrat verschob die Regionalwahlen ein weiteres Mal auf Dezember 2017. Er akzeptierte hingegen umgehend die Petition Maduros, im Juli eine Versammlung zu organisieren, um eine neue Verfassung zu verfassen. Die Oppositionsparteien lehnen dies ab. Die Regierung stellte im Juli 2016 die wichtigsten 5 Häfen unter militärische Kontrolle; am 11. Juli hatte Maduro angekündigt, dass er und sein Verteidigungsminister das „vollständige Kommando über die Versorgung des Landes“ übernähmen. Dass die Minister in vielen Fragen daraufhin General Vladimir Padrino López Bericht erstatten mussten, wurde auch als stiller Militärputsch kommentiert. Im Oktober befand das Oberste Gericht, dass die Regierung das Staatsbudget als Dekret beschließen könne – somit unter Umgehung des Parlaments. Stattdessen hätte eine Genehmigung durch dieses Gericht zu erfolgen. Andererseits schien unter dem Druck, dem die Regierung ausgesetzt war, die staatliche Preiskontrolle de facto abgeschafft; die Versorgungslage verbesserte sich etwas dank des Warenabsatzes in Läden zu eigentlich illegalen Schwarzmarktpreisen. Ab August 2016 blockierte die Regierung Maduros die Bezahlung der Abgeordneten der Nationalversammlung. Am 14. Oktober erklärte die Nationalregierung, dass der Haushalt „von der Straße“ bewilligt wurde. Der Haushaltsplan muss laut Verfassung von der Nationalversammlung akzeptiert worden, die Nationalregierung erkennt diese aber nicht. Am 19. Oktober bekundete der Nationale Wahlrat, dass die Gouverneurswahlen vom Dezember 2016 auf Mitte 2017 verschoben werden würden. Dafür gab es keine Begründung. Am 20.10. erklärte er dazu, die Unterschriftensammlung für ein Referendum zur Abwahl Maduros, die Ende Oktober stattfinden würde, müsse gestoppt werden, weil Unterschriften bei der ersten Phase gefälscht sein sollen.

#### Abberufungs-Referendum 2016
Ab 24. April 2016 sammelte die Opposition Unterschriften für ein Abberufungsreferendum gegen die Regierung Maduro. Zur Eröffnung des dazu nötigen Prozesses wurden 200.000 Unterschriften innerhalb 30 Tagen benötigt. Innerhalb zweier Tage unterschrieben eineinhalb Millionen Menschen. Als nächster Schritt mussten von den anerkannten Unterschriften deren 200.000 durch Fingerabdrücke verifiziert werden. Der Vizepräsident Venezuelas, Aristobulo Isturiz, hatte jedoch schon im Mai 2016 bemerkt, ein solches Referendum werde es „nie geben“.
400.000 Unterschriften wurden bis Anfang August geprüft und für gültig befunden. Als nächster Schritt hätten für zwei Tage die Wahllokale geöffnet werden und 20 Prozent der Wähler (4 Millionen Venezolaner) sich für ein Abwahlreferendum aussprechen müssen – laut den vorgegebenen Fristen bis in der ersten Septemberhälfte 2016. Die Wahlkommission zögerte stattdessen den Termin unter Verletzung der Verfassung bis Ende Oktober hinaus. Damit wurde das Ziel Maduros erfüllt, Neuwahlen zu vermeiden, denn mit der Durchführung eines Referendums nach Anfang 2017 wurden keine Neuwahlen mehr fällig, sondern es würde der Vizepräsident eingesetzt. Eine friedliche Demonstration mit bis zu einer Million Protestierender gegen diese Verzögerung am 1. September 2016 wurde von der Regierung mit den Worten kommentiert, es „sei nicht gelungen, das Volk und seine Regierung einzuschüchtern“. Journalisten waren ausgewiesen worden und Maduro sprach von festgenommenen „bewaffneten Putschisten“. Personen, die das Referendum unterschrieben hatten und in höheren Chargen in fünf Ministerien arbeiteten, wurde per Dekret gekündigt. Laut Umfragen (Herbst 2016) hätte Maduro an der Urne keine Chance.
Der nationale Wahlrat von Venezuela setzte das Datum für das Referendum auf Februar 2017 fest und stellte die (verfassungswidrige) Hürde auf, dass das Quorum von 20 Prozent in allen Staaten erreicht werden müsse. Das Verfahren wurde jedoch in der Woche vor der zweiten Phase überraschend von der Wahlbehörde gestoppt: Vom 26. bis 28. Oktober hätte die zweite Unterschriftensammlung stattfinden sollen. Bei Massenprotesten am folgenden 26. Oktober wurden 120 Personen verletzt. Zu den Forderungen der Opposition während vom Vatikan vermittelten Gesprächen hatten auch Freilassungen von politischen Gefangenen gehört. Die Freilassung von 5 Gefangenen auf Weisung des Präsidenten bestätigten zwar auch das Nichtfunktionieren der Gewaltentrennung, Regierung und Opposition erkannten jedoch die Vermittlung durch den Vatikan an und es wurden Vorschläge zur Deeskalation gemacht: Allenfalls könnten auch vorgezogene Neuwahlen im Herbst 2017 in Betracht gezogen werden. Der Dialog brachte außer einem Zeitgewinn für Maduro wenig und die Opposition unterbrach ihn Ende des Jahres. Kirchenvertreter warfen der Regierung vor, gegebene Zusagen nicht eingehalten zu haben. Am 9. Januar 2017 erklärte das Parlament den Präsidenten in der Hoffnung auf Neuwahlen für abgesetzt; Begründung für die Absetzung war Artikel 233 der Verfassung, wonach das Parlament feststellen könne, dass der Präsident seine Pflichten nicht erfülle respektive sein Amt nicht ausführe. Auch aufgrund des Vorhandenseins des von Maduro handverlesenen Obersten Gerichtshofs dürfte das Votum kaum Auswirkungen haben.
Am 29. März 2017 hatte das Oberste Gericht die Immunität aller Parlamentarier aufgehoben sowie dem Parlament alle Kompetenzen entzogen und sich selber übertragen. Zwei Tage später hatte die Generalstaatsanwältin dieses Vorgehen als Verfassungsbruch bezeichnet. Am 1. April wurde die Entscheidung rückgängig gemacht. Unklar war, auf wessen Veranlassung hin das Gericht so gehandelt hatte. Der Druck der internationalen Diplomatie zur Rückgängigmachung war dementsprechend groß. Tatsächlich hatte das Oberste Gericht die Funktionen der Legislative ausgeübt, womit die Gewaltentrennung aufgehoben und die Situation de facto einer Diktatur gleichzusetzen war. Präsident Maduro wollte ohne Konsequenzen zur Normalität zurückkehren, die Opposition verlangte die Absetzung der Richter. OAS-Generalsekretär Luis Almagro verurteilte Maduros autoritären Regierungsstil, Venezuelas Mitgliedschaft im Mercosur war bereits im Dezember suspendiert worden. Gleichzeitig blieben die Vollmachten, die das Gericht an Maduro übertragen hatte, bestehen, so dass Maduro eigenständig Verträge des staatlichen Ölkonzerns PDVSA mit anderen Firmen aushandeln konnte.

#### Einberufung einer „verfassunggebende Versammlung“ und erneute Präsidentschaftswahlen
Nach der Entmachtung des Parlaments im April 2017 kam es zu verschiedenen Demonstrationen gegen Maduro mit mehreren Zehntausend Teilnehmern und mehreren tödlichen Zwischenfällen bei Konfrontationen mit Sicherheitskräften. Schon Mitte Mai hatte die Opposition das für die Gewalt gegen Demonstranten mitverantwortliche Militär zum Dialog aufgerufen. Der regimetreue Oberste Gerichtshof leitete am 20. Juni ein Verfahren zur Absetzung der Generalstaatsanwältin Luisa Ortega ein, jener Frau, die die Machtübernahme eben jenes Gerichts Ende März als verfassungswidrig bezeichnet hatte. Am 1. Mai 2017 erklärte Maduro, eine 540-köpfige Verfassungsgebende Versammlung (Asamblea Nacional Constituyente) einzuberufen, die eine neue Verfassung ausarbeiten solle. Einen Monat später erklärte er dazu, dass das Volk (im Gegensatz zur ursprünglichen Ankündigung) erst über die ausgearbeitete Verfassung werde abstimmen können, nicht aber über den Prozess. Die Verfassung schreibt ein vorgängiges landesweites Referendum für die Einberufung einer solchen Versammlung vor, womit das Vorgehen Maduros eindeutig verfassungswidrig war. Parlament oder Opposition wurden durch ein ausgeklügeltes Verfahren bei der Auswahl der Mitglieder ausgeschaltet. Mit über 364 „territorialen Abgeordneten“, erhielten Vertreter kleiner, stark im Chavismus verankerter ländlicher Gemeinden, überproportionalen Einfluss. 168 Sitze waren gleich direkt für regierungsnahe Sektoren vorgesehen und acht für Vertreter von Ureinwohnern. Für die seit Dezember 2016 ausstehenden Regionalwahlen gab es kein Datum und die von Maduro angekündigte Verfassungsreform würde Wahlen zusätzlich hinausschieben. Auch dagegen wurde demonstriert und bis zum 6. Mai 2017 waren bei allen Protesten insgesamt 37 Personen zu Tode gekommen, bis 23. Juni hatte sich diese Zahl auf 76 erhöht und bis Ende Juli auf über 100. Maduro kündigte an, dass die Verfassungsänderung durchgesetzt würde und «Wenn wir es nicht mit den Stimmen schaffen, dann mit Waffen.» Im Vorfeld der Wahl der Verfassungsgebenden Versammlung war ein Generalstreik organisiert sowie ein durch das Parlament am 16. Juli ein ohne Unterstützung der Wahlkommission organisiertes Referendum abgehalten worden, bei welchem sich sieben Millionen Venezolaner äußerten. Die drei mit ja oder nein zu beantwortenden Fragen lauteten: 1. Wollen Sie eine Verfassungsgebende Versammlung? 2. Soll die Armee die gültige Verfassung verteidigen? 3. Unterstützen Sie Wahlen vor 2019? und war damit auch ein Aufruf zur Verfassungstreue an die Armee. 95 % der Teilnehmer lehnten die Einberufung der Verfassunggebenden Versammlung durch den Präsidenten ab. Chavistische Revolutionsmilizen griffen Wahlteilnehmer an und lösten eine Wahlveranstaltung auf, die in eine Kirche geflüchteten Teilnehmer wurden wie auch der Kardinal Jorge Urosa stundenlang von den regierungstreuen Revolutionsmilizen belagert. Unter den regierungsnahen Stoßtruppes, die auf die Teilnehmer schossen, konnte die Frente Miliciano de Sucre (FMS) identifiziert werden. Es gab im Jahr 2017 mehr als 50 solcher paramilitärischer, teilweise schwerbewaffneter Revolutionsmilizen, obwohl nach Artikel 324 und 328 (Verfassung Venezuelas von 1999) das Kriegswaffenmonopol beim unparteiischen venezolanischen Staat liegen sollte.
Maduros Regierung gab an, die verfassungswidrige – weil ohne vorheriges Referendum beschlossene – Wahl der Verfassunggebenden Versammlung am 30. Juli 2017 gewonnen zu haben, obschon das Resultat aufgrund des Wahlmodus schon im Vornherein feststand. Zwei Drittel der Sitze gingen an Gemeindevertreter, unabhängig von der Größe der Gemeinde, womit kleine Dörfer die Städte bei weitem überstimmen. Das restliche Drittel ging an acht von den Chavisten kontrollierte sektorielle Organisationen. Die Opposition bezeichnete das Ergebnis darüber hinaus als manipuliert, da sich nach offiziellen Angaben 41,5 % bzw. mehr als acht Millionen Venezolaner an der Abstimmung beteiligt hätten, während die Opposition 2,5 Millionen nannte. Smartmatic, ein in Venezuela gegründetes Unternehmen, welches das venezolanische elektronische Wahlsystem seit 2004 entwickelt hatte, erklärte in London, „ohne jeden Zweifel“ zu wissen, „dass die Beteiligung bei der jüngsten Wahl für eine Verfassunggebende Versammlung manipuliert worden ist.“ Die Nachrichtenagentur Reuters gab an, Zugang zu internen Dokumenten der Wahlkommission zu haben, die zeigten, dass bis 17:30 Ortszeit nur 3,7 Millionen Stimmen abgegeben wurden.
International wurde die Abstimmung weitgehend als nicht demokratisch verlaufen angesehen und das Gremium nicht anerkannt. Der Vatikan verurteilte diese loyalistische Versammlung im katholischen Land, weil sie ein „Klima der Spannung und des Konflikts“ schüre. Die Versammlung fällte einen ersten Beschluss, als sie einstimmig die Generalstaatsanwältin Luisa Ortega Díaz entließ, die Ermittlungen wegen Wahlbetrugs hatte einleiten wollen. Das Parlament war zu diesem Zeitpunkt weiterhin aktiv, konnte aber keine Gesetze beraten, welche die Wirtschaft, Grundsätze oder die Sicherheit betrafen, da dies mit der Arbeit der Verfassunggebenden Versammlung kollidieren würde. Nachdem die UNO die exzessive Gewalt der Regierung aufs Schärfste verurteilt hatte, ordnete die Verfassunggebende Versammlung an, dass Demonstranten vor Zivil- anstatt Militärgerichten anzuklagen seien. Die neue Versammlung übertrug sich selbst die Kompetenzen aller Staatsgewalten inklusive der Legislative. Zwar wurde das ordentliche Parlament nicht explizit für aufgelöst erklärt, doch besaß es nach einem Beschluss der von der Regierung gebildeten Versammlung vom Freitag, 18. August 2017 keinerlei Befugnisse mehr. Die Anzahl der Toten bei Protesten gegen die Regierung war Ende August bis 125 gestiegen. Die Fernsehsender Caracol und RCN wurden nicht mehr ausgestrahlt und zwei Radiostationen die Lizenz entzogen. Einer erneuten Militärübung wurde zugeschrieben, als Ziel die Einschüchterung nach innen und die Einschwörung der Loyalität zur Regierung zu verfolgen. Diese Übungen waren in Venezuela schon früher und seit Chavez’ Zeiten mit der „Bedrohung durch die USA“ begründet worden. Präsident Maduro ließ auch verlauten, wer Zweifel hege, solle die Armee verlassen.
Im Verlauf des Jahres 2017 war eine neue Polizeieinheit gegründet worden, die FAES, angeblich zuständig für Terrorismusbekämpfung. Diese Sicherheitskräfte agierten 2019 in den Armenvierteln, um, in den Worten eines Koordinators der Menschenrechtsgruppe Provea, „durch die Installierung von Terror und Angst die Unzufriedenheit der Bevölkerung einzupferchen, anstatt die Anliegen der Menschen zu hören“. Würden die Armen aus diesen Quartieren protestieren, würde dies „einschlagen wie eine Atombombe“. Im November 2017 stand das Land vor einem Staatsbankrott und bemühte sich um eine Umschuldung. Die dazu angesetzten Gespräche dauerten knapp 30 Minuten und waren derart konfus, dass Spekulationen aufkamen, die Regierung wolle den Wert der Anleihen in den Keller treiben, um sie dann mit Hilfe ausländischer Kreditgeber günstig zurückzukaufen. Maduro nannte Banker, die „überwiesene Gelder verstecken“ würden, „Gangster“, während Delcy Rodriguez behauptete, die USA planten einen militärischen Schlag gegen Venezuela. Ende März 2018 starben 68 Menschen in einem überfüllten Polizeigefängnis nach einem Häftlingsaufstand.
Die anstehende Präsidentschaftswahl wurde von der Verfassunggebenden Versammlung von Spätherbst 2017 auf Ende April 2018, später auf den 20. Mai vorverschoben. Ziel war der Ausschluss der Opposition, welche sich nach dem Boykott der Kommunalwahlen im November 2017 neu registrieren lassen musste. Das Oberste Gericht erlaubte die Verunmöglichung einer Registrierung, als es erlaubte, das Datum für eine solche Registrierung von Ende Januar auf einen Zeitpunkt nach der Wahl zu verschieben. Die Regierungspartei wollten andere Parteien, welche die vorgezogenen Bürgermeister-/Lokalwahlen im Dezember 2017 boykottierten, von der Präsidentschaftswahl 2018 ausschließen. Die Verfassunggebende Versammlung stellte dazu eine Richtlinie auf. Mehrere Menschen wurden Mitte Januar 2018 getötet, als sich die Armee und Aufständische in El Junquito im Nordwesten von Caracas ein Feuergefecht lieferten. Der Unternehmer Lorenzo Mendoza wurde währenddessen bedrängt, bei der Präsidentschaftswahl von 2018 zu kandidieren. Zur Wahl stellte sich schließlich der Ex-Chavist Henri Falcón, ehemaliger Gouverneur des Bundesstaates Lara. Ziel war der Ausschluss der Opposition, die sich nach dem Boykott der Kommunalwahlen neu registrieren lassen musste. Das Oberste Gericht verunmöglichte gleichzeitig diese Registrierung, indem es das Datum der Registrierung von Ende Januar auf einen Zeitpunkt nach der Wahl verschob. Das größte Oppositionsbündnis (von denen einige führende Politiker im Gefängnis saßen) hatte bereits im Februar zum Wahlboykott aufgerufen. Der US-Vizepräsident bezeichnete am 7. Mai die Abstimmung als „Scheinwahl“ und wünschte sich, dass Maduro sie verschöbe. Verschiedene Länder, darunter die USA und die Europäische Union, hatten bereits im Vorfeld angekündigt, die Wahlen nicht anzuerkennen. Grundsätzlich profitierte aber Maduro von der selbst verschuldeten Krise; rund ein Viertel der Bevölkerung stand hinter dem Präsidenten, weil seit Jahren die Sichtweise propagiert wurde, man befände sich lediglich aufgrund eines Wirtschaftskriegs und einer Blockade „von außen“ in einer Notsituation. Ein Wahlkampfmotto Maduros lautete „Es ist ein Geben und Nehmen“ in der Bedeutung, dass man für die „richtige“ Stimme bei der Wahl die staatlichen Essenspakete („Clap“) bekomme. Diese Essenspakete dienten früher nur den Ärmsten, stellten 2018 jedoch für viele bereits die Hauptnahrungsquelle dar. Maduro lehnte Hilfe aus dem Ausland ab, denn offiziell gab es keine Hungersnot. Um die Anzahl seiner Anhänger in Veranstaltungen zu vergrößern, hatten Mitglieder der chavistischen Miliz in Zivilkleidern zu erscheinen. Für die drei Millionen, nach einigen Angaben mittlerweile vier Millionen, mit den Füßen abstimmenden Venezolaner im Ausland wurden laut Exil-Venezolanern viele teilweise willkürliche Hürden aufgestellt, an einer Wahl teilzunehmen. Im Inland waren 1,7 Millionen Neuwähler im Dezember 2017 nicht registriert gewesen und wurden bei der Registrierung behindert. Die Wahlbeteiligung lag offiziell bei rund 46 Prozent, möglicherweise in Wirklichkeit noch niedriger, und dies trotz der Vorgabe, bei den Wahllokalen die Ausweise für Lebensmittelbezüge abstempeln zu lassen, um die Berechtigung für Lebensmittelpakete nicht zu verlieren. Knapp 68 Prozent der Abstimmenden (5,8 Millionen) hätten nach offiziellen Angaben für Maduro gestimmt, 21 Prozent (1,8 Millionen) für Henri Falcón und 11 Prozent für den evangelikalen Prediger Javier Bertucci, de facto hatten 3 Millionen Venezolaner weniger ihre Stimme Maduro gegeben als noch im Jahr 2013. Der zweitplatzierte, unabhängige Kandidat Henri Falcón hatte schon vor der Verkündigung der Ergebnisse dem Urnengang jegliche Legitimität abgesprochen, da viele Wähler zu Hause geblieben waren. Er warf aber auch dem größten Oppositionsbündnis vor, mit seinem Boykottaufruf wesentlich zu einer Wahlbeteiligung von unter 30 % beigetragen und so letztlich der Regierung in die Karten gespielt zu haben. Auch der drittplatzierte Bertucci forderte Neuwahlen. Falcón führte zudem 900 Unregelmäßigkeiten bei der Wahldurchführung auf. Insbesondere kann von laut Wahlrecht illegalen Ständen der Sozialistischen Partei in unmittelbarer Nähe vieler Wahllokale ausgegangen werden, wo die „Carnets de la patria“ gestempelt wurden. Die Leiterin der Wahlkommission, Tibisay Lucena, gab den Kritikern teilweise recht, meinte allerdings auch, dass die Beschwerden im Vergleich zu früheren Wahlen unerheblich seien.
Die Erdöl-Importeur-Staaten Kuba, Nicaragua und Bolivien gratulierten, ebenso Russland, China und Iran, während die Länder der Lima-Gruppe (Argentinien, Brasilien, Kanada, Chile, Kolumbien, Costa Rica, Guatemala, Guyana, Honduras, Mexiko, Panama, Paraguay, Peru und St. Lucia) bekanntgaben, die Wahlen nicht anzuerkennen, sowie auch die USA und die EU. Ab Januar 2019 galt ein Einreiseverbot für Präsident Maduro in 13 Staaten des amerikanischen Kontinents.

### Zweite Amtsperiode (2018 – 2024)
Das Jahr 2018 zeichnete sich aus durch eine vorausgesagte Inflation von einer Million Prozent, sowie durch groteske Preisverzerrungen durch die staatlichen Regulierungen; für einen einzigen auf dem Schwarzmarkt getauschten Dollar konnten Venezolaner 600.000 Liter Benzin kaufen. Die Zeitung El pais machte eine andere Rechnung: Für eine Million Liter Benzin konnte man eine Dose Thunfisch kaufen.
Ende Juli 2018 strömten täglich 35.000 Menschen aus Venezuela allein in das Gebiet von Cúcuta, von denen jeweils etwa 4.000 nicht mehr nach Venezuela zurückkehrten. Eine Migrationsexpertin der Universität Simón Bolívar in Caracas wies darauf hin, dass es eine Flüchtlingswelle gab, ohne eine Naturkatastrophe oder einen Krieg als Ursache. Um die Weiterreise zu finanzieren, konnte man seine Haare vor Ort verkaufen. Viele machten sich zu Fuß auf den Weg ins 550 Kilometer entfernte Bogotá. Brasilien wollte die täglich 800 definitiven Übertritte beschränken auf die humanitären Notfälle. Während der Flüchtlingswelle verbreitete die Regierung die Propaganda, ihre Botschaften im Ausland würden von Heimkehranträgen überschwemmt, die jedoch zum „Schutz der Heimkehrer“ nicht veröffentlicht würden. Maduro sprach wiederholt davon, dass seine Landsleute im Ausland schlecht behandelt würden und rief die Venezolaner im Ausland auf, „nicht mehr die dortigen Toiletten zu putzen“ und heimzukehren. Weiter schrieb der vielzitierte Experte Günther Maihold im Sommer 2018: „Das Regime in Caracas untersagt Hilfsorganisationen, die Bevölkerung auf dem eigenen Territorium zu versorgen“, worauf schon im Frühjahr auch die WOZ hingewiesen hatte. Insgesamt hatten drei Millionen Venezolaner hatten das Land in Richtung Nachbarländer verlassen, die Gesundheitsversorgung war zusammengebrochen. Laut einem Bericht des Hochkommissariats für Menschenrechte im Februar 2018 waren im Jahr 2017 zum Jahresende 1,3 Millionen Menschen unterernährt, und es starben wegen Mangelernährung fünf bis sechs Kinder pro Woche. Im selben Monat ordnete Präsident Maduro ein weiteres Großmanöver an, zu dem eine Million Militär-, Milizen- und Behördenmitglieder gerufen wurden, wegen einer angeblichen Bedrohung durch Kolumbien.

#### Scheitern der Opposition um Parlamentspräsident Juan Guadió
Maduro legte den Amtseid für seine umstrittene zweite Amtszeit nicht vor dem Parlament ab, sondern vor dem höchsten Gericht, was die Opposition als verfassungswidrig einschätzt. Am 15. Januar 2019 erklärte die Nationalversammlung Venezuelas die Wiederwahl Maduros für unrechtmäßig und künftige Regierungsentscheidungen für nichtig. Eine Woche später erklärte der Präsident der Nationalversammlung Juan Guaidó sich zum Interimspräsidenten, wie es in der Verfassung vorgesehen ist in dem Falle, dass der Präsident seine Pflichten nicht erfülle. Er wurde am 23. Januar von Ecuador unter seinem Präsidenten Lenín Moreno und am 24. Januar von US-Präsident Donald Trump anerkannt, gefolgt von den Nachbarländern Kolumbien und Brasilien sowie weiteren Staaten der OAS. Auch die deutsche Bundesregierung und der französische Präsident unterstützten Guaidó öffentlich. Das befreundete Bolivien und die Länder der Bolivarianischen Allianz für Amerika Kuba und Nicaragua, die von Venezuela Erdöl auf Kredit hatten beziehen können und dies im Falle Kubas immer noch (2018) tun, sowie Russland, das stark in Venezuela investiert hatte, stellten sich hinter die Regierung, dazu die Türkei, die Nahrungsmittel nach Venezuela exportierte und für Venezuela als Plattform für den Handel mit Gold diente. Mexiko sowie ein weiterer großer Gläubiger Venezuelas, die Volksrepublik China, riefen zum Dialog auf. Während der Straßenproteste starben innerhalb von vier Tagen bis zum 25. Januar laut Angaben von Amnesty International 41 Menschen, alle an Schussverletzungen, wobei es sich laut Einschätzung von Amnesty International in einzelnen Fällen um Extralegale Hinrichtungen gehandelt hatte. Den Vorwurf außergerichtlicher Hinrichtungen hatten sowohl die 2017 abgesetzte Generalstaatsanwältin als auch Amnesty International schon für die Jahre 2015 bis 2017 erhoben.
Am 23. Januar 2019 verkündete Maduro den Abbruch der diplomatischen Beziehungen zu den USA, relativierte diese Ankündigung jedoch nur drei Tage später. Der für die Regierung Maduro und deren Privilegiensystem überlebenswichtige Zufluss amerikanischer Dollars wurde nun seitens der Regierung Trump am 28. Januar 2019 gekappt, indem verfügt wurde, dass Zahlungen für Ölkäufe nicht mehr an den Ölkonzern PDVSA (und damit an die Regierung), sondern auf Sperrkonten überwiesen werden müssten. Parlamentspräsident Guaidó versuchte mit Appellen an das Militär, dessen Unterstützung der Regierung zu beenden, aber auch, der Regierung den Zugriff auf das Auslandsvermögen Venezuelas zu verwehren: In Briefen an die (nicht zuständige) britische Premierministerin Theresa May forderte er, der Regierung den Zugriff auf die Goldreserven des Landes bei der Bank of England zu verwehren, während der konservative britische Politiker Crispin Blunt erklärte, dass der Zentralbankpräsident Venezuelas nicht legitim ernannt worden sei. Der Verkauf von Goldreserven wurde eine der wenigen Devisenquellen der Regierung. Bis im April 2019 waren vermutlich 30 Tonnen Gold der Nationalbank für die Devisenbeschaffung verkauft worden. Von Seiten der Vereinigten Staaten erteilte US-Außenminister Mike Pompeo Guaidó am 29. Januar die Erlaubnis, auf verschiedene Konten Venezuelas bei US-Banken zuzugreifen. Am selben Tag verhängte der regierungstreue Oberste Gerichtshof Venezuelas ein Ausreiseverbot gegen Guaidó und ließ alle seine Konten und Vermögenswerte einfrieren. Von Maduro sowie von den Regierungen Mexikos und Uruguays als Vermittler angebotene Gespräche zwischen Regierung und Opposition lehnte Guaidó ab.
Der Papst hatte am 28. Januar 2019 abgelehnt, Stellung zu beziehen; er leide jedoch, und er befürchte ein Blutvergießen. Nach einer erneuten Anfrage Maduros zur Vermittlung lobte dieser die erklärte Neutralität des Vatikans. Die Bischofskonferenz Venezuelas hatte jedoch die Präsidentschaft Maduros schon vor Antritt als illegitim erklärt und dem Parlament die alleinige Autorität und Legitimation zugesprochen. Während Länder wie zum Beispiel Japan zur Rückkehr zur Demokratie „freie und korrekte Präsidentschaftswahlen“ forderten, erklärte Maduro im Gegenteil sein Einverständnis für „eine vorgezogene Neuwahl“ des von der Opposition dominierten Parlaments. EU-Staaten stellten ein Ultimatum: Für die Ankündigung von Neuwahlen wurde eine Kontaktgruppe für 90 Tage gebildet, der Deutschland, Italien, Spanien, Portugal, Schweden, Großbritannien und die Niederlande als europäische Länder angehörten, während Lateinamerika mit Ecuador, Bolivien, Uruguay und Costa Rica vertreten war. Die Gruppe kam am 7. Februar 2019 erstmals in Uruguay zusammen mit dem Resultat, dass Bolivien sich nicht an der Erklärung beteiligte, die neue Präsidentschaftswahlen forderte. Mexiko zog sich später aus der Vermittlungsgruppe zurück. Nach Ablauf ihres Ultimatums für die Ankündigung einer neuen Präsidentenwahl erklärten am 4. und 5. Februar 2019 19 EU-Staaten, allen voran Spanien, aber auch Deutschland und Österreich, Juan Guaidó als Interimspräsidenten anzuerkennen. Die Schweiz blieb bei ihrem Standpunkt, dass sie keine Regierungen, sondern nur Staaten anerkenne und Italien mochte nicht Guaidó unterstützen, sondern lediglich „den Wunsch des venezolanischen Volkes, möglichst bald neue freie und transparente Präsidentschaftswahlen zu erreichen“. Rund 60 Staaten sprachen sich bis zum 5. Februar für Guaidó aus, während zu diesem Zeitpunkt Bolivien, Kuba, Nicaragua, El Salvador, Russland, Belarus, Iran, China sowie die Türkei für Maduro Stellung bezogen hatten. Vier Parlamentariern aus Europa mit einer Einladung des venezolanischen Parlaments wurde am 17. Februar 2019 die Einreise verweigert.
Maduro bedrohte Guaidó am 4. Februar 2019, dass er „auf Befehl des Obersten Gerichts“ ins Gefängnis gesteckt werden könne. Die Staatsmedien führten ihre Propaganda-Kampagne gegen Guaidó weiter und ein Politiker der Regierungspartei erklärte Unterstützer Guaidós zu Volksfeinden, würden sie eine ausländische Militärintervention herbeiführen. Beobachter wie der venezolanische Verfassungsrechtler Luis Salamanca vermuteten zu Beginn des Februars 2019, dass die Zeit gegen Guaidó laufe. Umgekehrt war in Russland die Meinung vorhanden, die Zeit laufe gegen Maduro. Eine russische Delegation war im November 2018 schockiert von den Zuständen im Land. Analysten in Moskau vermuteten, im Hintergrund fänden auch Gespräche mit der Opposition statt, wie sie China offen bestätigt hatte. Umgekehrt gab es später Kontakte der USA zur Regierung Maduros. In der Vergangenheit hatten Verhandlungen, auf die Teile der Opposition eingegangen waren, stets nur Zeitgewinne für Maduro gebracht. Guaidó betonte darum, dass jeder Dialog erst mit dem Rückzug Maduros aus dem Präsidentenpalast beginne. Aus den Reihen der Bischofskonferenz verlautete, man könne mit Maduro, der die Realität komplett negiere, nicht verhandeln. In einem Gespräch erklärte Kardinal Baltazar Porras, dass in der Vergangenheit auch der vatikanische Vermittler von Maduro vorgeführt worden sei. Bedingungen für Dialogbereitschaft umfassten kirchlicherseits schon lange humanitäre Hilfe sowie die Rückgabe aller Kompetenzen an das Parlament. Porras’ Aussage „Dieses Regime ist illegitim“ sei moralisch und nicht verfassungsrechtlich begründet.
Einig waren sich Einschätzungen darin, dass das Militär den entscheidenden Ausschlag zur weiteren Entwicklung geben würde, dessen Spitzen von den Chavisten seit langem mit Privilegien versorgt worden waren. Viele mittlere Kader, mögliche illoyale, waren im Jahr 2018 verhaftet worden. Die Armee kontrollierte schon seit Jahren die Versorgung des Landes. Zusätzlich waren die Mitglieder der Nationalgarde sowie die chavistischen Paramilitärs (Colectivos) bewaffnet, welche die Bolivarische Revolution nicht mehr mit Kulturengagement, sondern kraft ihrer Waffen verbreiteten und die Bevölkerung terrorisierten. Teils wurden ihnen jedoch auch offiziell Polizeiaufgaben übergeben. Diese Colectivos würden nach Ansicht des venezolanischen Völkerrechtsprofessors Pedro Afonso del Pino „eine der Herausforderungen“ im Falle eines Regierungswechsels. Ein Koordinator der Bolivarianischen Front für sozialistische Verteidigung bestritt, dass die Colectivos von der Regierung bezahlt und bewaffnet würden, was die offene Frage der hierarchischen Einordnung weiterhin unbeantwortet ließe. Die Menschenrechtskommissarin der Vereinten Nationen, Michelle Bachelet, warnte: „Der Einsatz paramilitärischer Streitkräfte und paralleler Polizei hat in der Region eine lange Geschichte. Es ist sehr besorgniserregend, dass sie in Venezuela so offen agieren. Die Regierung kann und muss sie aufhalten, weil diese Gruppen eine bereits explosive Situation verschärfen.“ Die Bischöfe schrieben 2020, die Guerillas verbreiteten „Schrecken im Volk, geduldet und gefördert vom Militär und den Behörden“.
„Provokationen“ nannte Präsident Maduro die Bereitstellungen von Hilfsgütern an den Grenzen Venezuelas durch die Unterstützer Guaidós, durch die Guaidó die Loyalität der Armee herausfordern konnte. Die Armee und Colectivos hielten trotz Protesten der Bevölkerung an den geschlossenen Landes- und Seegrenzen im Sinne der Regierung stand. An der Brasilianischen Grenze bei Santa Elena de Uairén trieben bewaffnete Banden von Regierungsanhängern und die Nationalgarde Oppositionsanhänger auseinander und die Armee hatte laut Lokalbehörden „erstmals seit Menschengedenken“ das Feuer auf protestierende Indigene aus Gran Sabana eröffnet. Auch an den folgenden Tagen dauerte die Gewalt an. Laut Oppositionsquellen kamen am 23. Februar sieben Menschen durch die Colectivos zu Tode und mindestens 300 wurden verletzt. Präsident Maduro, der bislang durchwegs die Existenz einer Krise verneint hatte, hatte in diesen Tagen erstmals von Hilfe geredet und im April 2019 war Venezuela offiziell „bereit“, Hilfslieferungen zu akzeptieren, obwohl es „keine humanitäre Krise“ gebe. Peter Maurer sprach mit der dem IKRK entsprechenden Diplomatie von „Besorgnis zu den ernsthaften Auswirkungen der Situation speziell auf Venezolaner ohne Zugang zu Grundversorgung“, während UN-Quellen von einem Fünftel aller Kinder unter 5 Jahren mit chronischer Mangelernährung sprachen. Die Grenze zu Kolumbien blieb nach diesen Ereignissen seitens Venezuela bis zum Juni 2019 geschlossen, diejenige nach Brasilien war einen Monat früher wieder geöffnet worden.
Die Verteilung von Nahrungsmitteln an ihre Anhänger dient der Regierung als Mittel zur sozialen Kontrolle. Guaido besuchte in der Woche nach den gescheiterten Hilfslieferungen südamerikanische Präsidenten in Kolumbien, Brasilien, Paraguay, Uruguay, Argentinien und Ecuador. Ecuador, dessen Präsident sich für „tiefgreifende Änderungen“ in Venezuela aussprach, war eines der Länder, das zu diesem Zeitpunkt einen neuen venezolanischen Botschafter akkreditiert hatten, der Guaidó vertrat.
Nachdem Guaidó im April zur größten Demonstration gegen die Regierung am 1. Mai 2019 aufgerufen hatte, rief er offensichtlich improvisiert am frühen Morgen des 30. April 2019 in einer Videoansprache vor Uniformierten stehend zum Sturz von Präsident Maduro auf. Der seit 2014 inhaftierte Leopoldo López war zuvor von Sicherheitskräften befreit worden und ebenfalls anwesend. Ab Vormittag lieferten sich Demonstranten und regierungstreue Sicherheitskräfte in Caracas Auseinandersetzungen. Informationsminister Jorge Rodríguez verkündete, die Maduro-Regierung werde die „kleine Gruppe von Verrätern“ des Militärs konfrontieren und neutralisieren. Nachdem die abtrünnigen Soldaten zunächst auf Tränengasbeschuss nicht reagierten, fielen später Schüsse. Die allerseits befürchtete Eskalation blieb jedoch aus und bei den auch in den folgenden Tagen andauernden Protesten kamen weniger Menschen um, als im Jahr 2019 bei Protesten getötet worden waren. Wie schon zuvor, wenn Guaidó Mitteilungen verbreitete, wurden soziale Medien von der Regierung gesperrt und am selben Tag wurde auch der TV-Empfang der Nachrichtensender CNN und BBC abgeschaltet. Die Menschenrechtsorganisation Provea zählte Demonstrationen in 65 Städten in 23 Bundesstaaten. Es kam zu Verletzten in Caracas und La Victoria. Am 1. Mai gingen erneut zehntausende Protestierende gegen Maduro auf die Straße. Nach andauernden, aber sich ermüdenden Protesten und gleichzeitiger Verfolgung von Parlamentsmitgliedern durch die von der Regierung instrumentalisierten Justiz kam es ab Mitte Mai zu einem Vermittlungsversuch mit separaten Gesprächen venezolanischer Regierungsvertreter und Oppositioneller mit norwegischen Diplomaten, diese Gespräche wurden Ende Mai ergebnislos abgebrochen. Spürbar waren die Techniken der Regierung verfeinert worden, die sozialen Netzwerke zu sabotieren. Eine Arbeitsgruppe sollte nach Gesprächen in Barbados im Juli 2019 gebildet werden, um den Dialog aufrechtzuerhalten. Die angekündigten Kontakte fanden nie statt, da die Regierungsseite während 6 Wochen nie auftauchte, worauf Guaido Mitte September das Ganze für beendet erklärte.
Diosdado Cabello hatte Mitte August 2019 verlauten lassen, eine „Kommission für Parlamentswahlen“ der Verfassungsgebenden Versammlung könnte bei ihren Beratungen zum Schluss kommen, dass die Nationalversammlung, das gewählte Parlament, nicht mehr existiere und damit noch im gleichen Jahr neu gewählt werden müsste. Anstatt diese Finte zu realisieren, begannen die Vertreter Maduros ab September 2019, wieder an den Sitzungen des gewählten Parlaments teilzunehmen, das sie für zwei Jahre verlassen hatten. Laut der Times wurde dieser Schachzug so gesehen, dass es darum gehe, die letzte demokratische Institution im Land unter die Kontrolle der Regierung zu bringen. Am 5. Januar 2020 wurden Abgeordnete der Opposition durch Sicherheitskräfte daran gehindert, das Parlamentsgebäude zu betreten, in dem Abgeordnete von Maduros Sozialistischer Partei und ausgeschlossene Mitglieder des Oppositionsbündnisses in einer im Sinne der Regierung „erzwungenen Abstimmung“ Luis Parra zum neuen Parlamentspräsidenten wählten. Parra wurde vorgeworfen, er habe mit hohen Bestechungssummen andere Parlamentarier für Maduro zu gewinnen versucht. Rund 100 Oppositionsabgeordnete trafen sich daraufhin, laut den Informationen des Korrespondenten des Schweizer Radios im Einklang mit der Verfassung, außerhalb des Parlaments im Gebäude der Zeitung El Nacional und wählten Juan Guaidó für ein weiteres Jahr zum Parlamentspräsidenten. Lateinamerikanische Staaten, die EU sowie die USA verurteilten die Vorgänge dieses Tages im Parlament als illegitim. Die katholischen Bischöfe bezeichnen den Vorfall als gewaltsames „Überfahren“ der Nationalversammlung durch das „totalitäre und inhumane“ Regime und forderten eine Abdankung Maduros, der die „Macht im Staat auf illegitime Weise“ inne habe.
Nach einer gescheiterten Landung in der Macuto-Bucht einer kleinen Gruppe oppositioneller Kämpfer am 3. Mai, bei der nach unterschiedlichen Angaben acht Angreifer getötet und 13 bis 15 Angreifer, darunter zwei US-Bürger, verhaftet worden sein sollen, mobilisierte Präsident Maduro mehr als 25.000 Soldaten, die nach Kämpfern im Inland fahnden sollen. Die Opposition beschuldigt Verbündete von Maduro, den Angriff fingiert zu haben. Am 9. Mai gab die venezolanische Regierung bekannt, dass weitere 34 Personen in Zusammenhang mit der vermeintlichen Invasion verhaftet worden sind. Im Juli 2020 verweigerte die Bank of England nach einer Entscheidung des High Court of Justice die Übergabe von venezolanischen Goldreserven im Wert von 890 Millionen Euro an die Regierung, die es zur Linderung der Folgen der COVID-19-Pandemie in Venezuela angefordert hatte, da die britische Regierung Juan Guaidó als Interimspräsidenten anerkennt, der seinerseits die Goldreserven für seine Gegenregierung beansprucht. Im September 2020 sah eine Untersuchungskommission der Vereinten Nationen Anhaltspunkte dafür, dass Präsident Nicolás Maduro und dessen Mitstreiter seit 2014 Menschenrechtsverletzungen geplant und ausgeführt haben. Verbrechen wie willkürliche Tötungen und systematische Folter seien „im Einklang mit der staatlichen Politik“ verübt worden.

#### Bis zur Präsidentschaftswahl 2024
Im August 2021 initiierte Norwegen den sogenannten Mexiko-Dialog zwischen Regierung und Opposition. Die danach rund ein Jahr ruhenden Gespräche kamen im November 2022 wieder in Gang. Ende 2022 beschloss die gewählte oppositionelle Nationalversammlung von 2015 das Ende der Übergangsregierung um Juan Guaidó. Die Einheitsplattform der Opposition Plataforma Unitaria gewann bei den Gesprächen mit der Regierung (in Mexiko) an Bedeutung. Nach einer Wiederannäherung ab März 2022 und der Verpflichtung zum Gespräch mit der Opposition wurden US-amerikanische Sanktionen teils aufgehoben. Die Grenze zu Kolumbien wurde nach Jahren der Schließung nach dem Amtsantritt von Gustavo Petro in Kolumbien wieder geöffnet. Die Guaidó-Botschafterin in Brasilien machte einem Botschafter der Regierung Maduro Platz. Auch der Erdölexport in die USA wurde wieder aufgenommen.
Präsident Maduro machte es sich derweil zum Ziel, 2019 eine weitere Million Milizen zu gewinnen, die „mit den Gewehren auf Ihrer Schulter“ die Heimat verteidigten und auf den Äckern die „Nahrungsmittel für die Gemeinschaft produzierten“. Die regelmäßige Schändung von Friedhöfen war gleichzeitig für Einige ein Sinnbild für ein Land ohne Gesetz. Der Chef des Geheimdienstes Sebin verließ Venezuela und beklagte in einem offenen Brief die Korruption und dass die jetzige Generation von Kindern irreversibel durch Fehlernährung geschädigt werde; „man kann nicht leben im Elend in einem derart reichen Land“. Bei der Zählung der aus Venezuela geflüchteten Menschen wurden unterschiedliche Zahlen bis fünf Millionen angegeben, was mit dem unklaren Beginn der Zählung zusammenhing. Alleine in den vorausgegangenen sieben Monaten bis Juni 2019 flohen eine Million Menschen. Die Venezolaner gehörten damit zu den größten Flüchtlingsgruppen weltweit. Ebenfalls im Sommer beklagte die UNO Hochkommissarin für Menschenrechte Michelle Bachelet ein System regierungstreuer Todesschwadronen und Extralegale Hinrichtungen; der Bericht der UNO sprach für das Jahr 2018 von 5287 Tötungen von Personen, die sich in der Sprachregelung der Behörden „der Verhaftung entzogen“ hätten. Der Bericht sprach zudem von 3,7 Millionen mangelernährten Venezolanern. Der Report stellte fest, dass es sich um eine Strategie der Regierung Maduro handle, Oppositionelle „zu neutralisieren, zu unterdrücken und zu kriminalisieren“. (The report … said the killings were part of a strategy by the government of President Nicolas Maduro aimed at “neutralising, repressing and criminalising political opponents and people critical of the government”.) In der Absicht, Investoren anzuziehen und Devisen zu erwirtschaften, hob die Regierung Maduro durch das am 8. April 2020 im Amtsblatt Gaceta Oficial veröffentlichte Dekret 6526 einen Teil der für das Orinoco-Becken geltenden Naturschutzbestimmungen auf. Sechs zuvor geschützte Flüsse und deren Ufer im 111.000 km² großen Arco Minero del Orinoco (Bergbauzone des Orinocobeckens) wurden für den Gold- und Diamantbergbau freigegeben: und zwar die Flüsse Caura, Cuchivero, Aro, Yuruarí, Cuyuní und Caroní. Dadurch ist der Lebensraum von neun indigenen Völkern bedroht: der E'ñepa, der Jodi, der Ye’kuana, der Sanema, der Kariña, der Arawak, der Pemón, der Jivi und der Akawaio. Durch den Bergbau im einstigen Naturschutzgebiet erhofft die Regierung Maduro Einnahmen in Höhe von 33 Milliarden Euro.
Für die Menschen herrschten laut einer Reportage der Schweizer Radios im 2023 Lebenshaltungskosten wie in Europa, dies bei Löhnen tiefer als in Haiti. Die „längste oder zweitlängste“ Hyperinflation der Welt von 2017 bis 2021 habe laut einem Universitätsdozenten bis 180.000 Prozent betragen. Die Inflation des Jahres 2022 habe nach unabhängigen Zahlen bei rund 300 Prozent gelegen. Laut einer Erhebung der katholischen Universität ENCOVI habe die reine Einkommensarmut im Land 2021 noch rund 90 Prozent betragen und sei 2022 auf 80 Prozent gefallen; davon lebten fast zwei Drittel in kritischer Armut. Daneben existierten Luxusläden mit Duftölen für 100 Dollar, dem Jahreseinkommen einer Lehrerin und „das sozialistische Venezuela“ sei das Land mit der größten Einkommensungleichheit in Südamerika. Zudem sei laut welt-sichten.org, welches wiederum ENCOVI zitiert, die Quote der Unterernährten die Zweitgrößte in ganz Lateinamerika. Ein Koordinator von ENCOVI sprach von einem Zusammenbruch des Schulsystems.
Am 3. Dezember 2023 wurde in Venezuela vor dem Hintergrund einer katastrophalen wirtschaftlichen Lage ein Referendum über die Annexion des Gebietes Guayana Esequiba abgehalten, ein Gebiet westlich des Flusses Essequibo in Südamerika. Es gehört aufgrund eines Schiedsspruchs von 1899 zum heutigen guyanischen Staatsgebiet, wird jedoch auch von Venezuela beansprucht, ein Gebiet in dem Erdölreserven vermutet werden und für das die Regierung Guyanas Konzessionen zur Exploration von Erdölvorkommen an den US-amerikanischen Öl-Multi ExxonMobil vergeben hatte. Bei einer Wahlbeteiligung von circa 51 % stimmten nach Angaben der Regierung 95,4 % der venezolanischen Wähler dafür. Die Bevölkerung von Essequibo war nicht an der Abstimmung beteiligt. Am 3. April 2024 erließ Maduro ein Gesetz, durch das die Region als 24. venezolanischer Bundesstaat annektiert werden soll. Das Gesetz sieht „die Bereitstellung und Bildung einer Hohen Kommission des Staates und des Landes zur Verteidigung von Guayana Esequiba“ vor.
Am 28. Juli 2024 fand die Präsidentschaftswahl statt, bei der Nicolás Maduro für eine dritte Amtszeit antrat. Als aussichtsreichster Gegenkandidat galt Edmundo González, nachdem die eigentlich vorgesehene Präsidentschaftskandidatin der Opposition, María Corina Machado, zuvor von politischen Ämtern ausgeschlossen wurde. Offiziell wurde Maduro am Folgetag mit 51 % der Stimmen zum Sieger erklärt, obgleich Meinungsumfragen die Opposition klar in Führung sah. Die Opposition berichtete von Unregelmäßigkeiten bei der Wahl; nach der Verkündigung des Siegs reklamierte auch sie den Sieg für sich und kündigte an, das offizielle Ergebnis nicht anzuerkennen.